# يو بي إس (بريد سريع)
خدمة الطرود المتحدة، هي شركة أمريكية متعددة الجنسيات، تعمل في توصيل الطرود وإدارة سلسلة التوريد. تستخدم شركة خدمة الطرود المتحدة يو بي إس كاسم لعلامتها التجارية، بطريقة مماثلة لاسم شركة فيدكس المنافسة، للإشارة إلى العديد من أقسامها والشركات التابعة لها، بما في ذلك شركة طيران الشحن التابعة لها، وعمليات النقل بالشاحنات المعروفة سابقا باسم النقل في الخارج، وشركة الطيران بدون طيار التابعة لها التي تسمى رحلات يو بي إس إلى الأمام.
يقع المقر الرئيسي لشركة الخدمات اللوجستية العالمية في مدينة ساندي سبرينغز بالولايات المتحدة، وهي جزء من منطقة أتلانتا الحضرية الكبرى.

## التاريخ

### المؤسسة

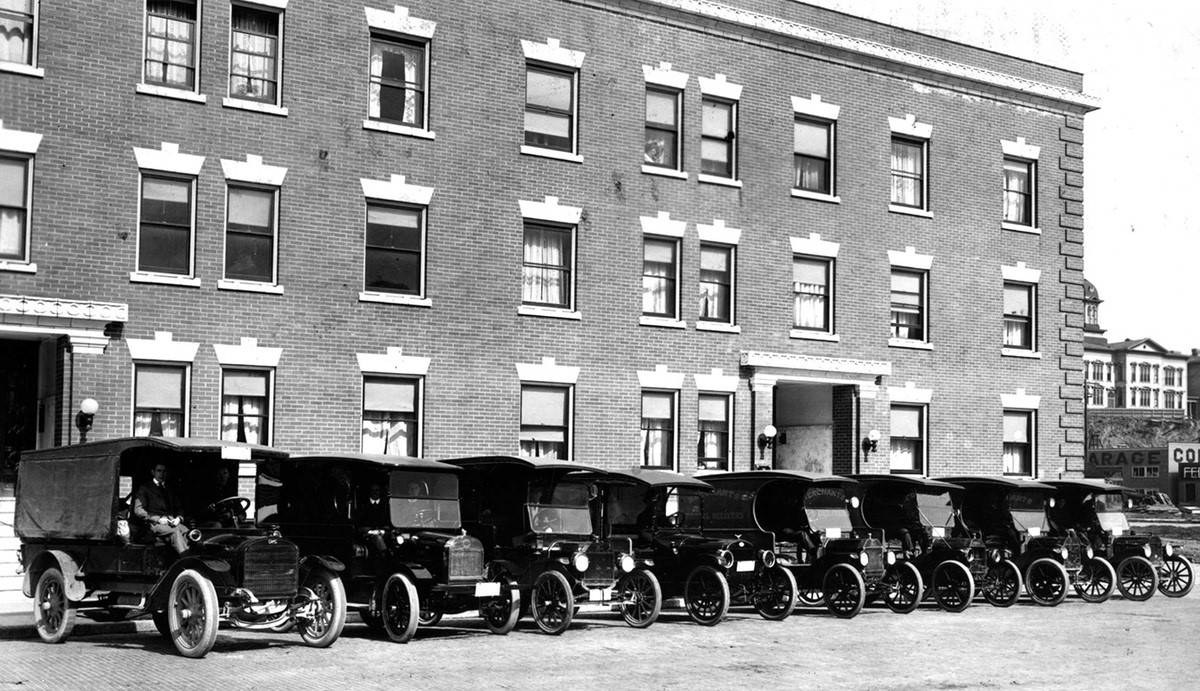
أسطول المركبات الخاص بيو بي إس لتسليم الطرود عام 1916

في 28 أغسطس عام 1907، تأسست شركة أميركان ماسنجر في سياتل بواشنطن، من قبل جيمس كيسي كلود رايان، برأس مال قدره 100 دولار.
في ذلك الوقت أجريت معظم عمليات تسليم الطرود سيرا على الأقدام، واستخدام الدراجات في الرحلات الطويلة.
ركزت شركة أميركان ماسنجر بشكل أساسي على تسليم الطرود إلى متاجر البيع بالتجزئة مع تسليم بريد خاص لأكبر عميل لها وهو مكتب البريد الأمريكي.
في عام 1913، استحوذت الشركة على سيارة تي فورد كأول سيارة توصيل لدى الشركة. اندمج كيسي مع منافس يسمى إيفرت مكابي، وشكلا مجموعة تجار لتوصيل الطرود، كما تم تقديم نظام التسليم الموحد الذي يجمع الطرود الموجهة إلى حي معين في عربة توصيل واحدة.
في عام 1916، انضم تشارلي سودرستروم إلى تجار توصيل الطرود لتقديم المزيد من المركبات لأعمال التوصيل المتنامية.
في عام 1919، توسعت الشركة لأول مرة خارج سياتل وبدأت العمل في أوكلاند بكاليفورنيا، وغيرت اسمها إلى خدمة الطرود المتحدة. كان تغيير الاسم إلى خدمة الطرود المتحدة هو تذكير الشركة بأن عمليات التوسع لا تزال متحدة تحت نفس المنظمة وأن كلمة الطرود حددت نوع الأعمال المعروضة كجزء من خدمتها.
في عام 1922، حصلت الشركة على خدمة الناقل المشترك في لوس أنجلوس بكاليفورنيا.
أصبحت الشركة واحدة من الشركات الوحيدة في الولايات المتحدة التي تقدم خدمة الناقل المشترك.
في البداية اقتصرت الشركة على منطقة صغيرة حول لوس أنجلوس، ولكن بحلول عام 1927 امتدت إلى مناطق تصل إلى 125 ميلا خارج المدينة.
في عام 1924، ظهر نظام الحزام الناقل للتعامل مع الحزم الخاصة بعمليات الشركة.
في عام 1930، بدأت الخدمة الموحدة في مدينة نيويورك، وبعد فترة وجيزة بدأت في مدن رئيسية أخرى في الشرق والغرب الأوسط.
أدى استخدام خدمة الناقل المشترك للتسليم بين جميع العملاء إلى وضع الشركة في منافسة مباشرة مع الخدمة البريدية للولايات المتحدة ولجنة التجارة بين الولايات.
طبقت خدمة الناقل المشترك في المدن حيث يمكن للشركة استخدام الخدمة دون تفويض من لجنة التجارة الدولية ولجان التجارة الحكومية.

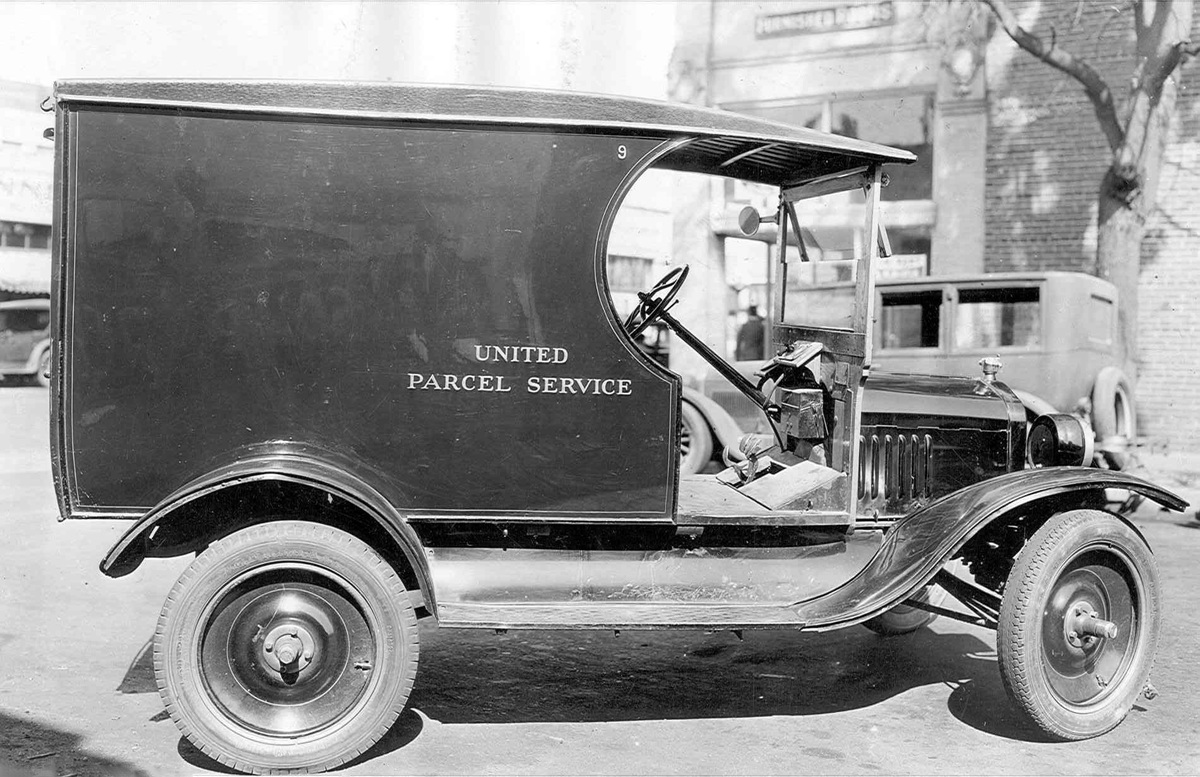
سيارة فورد موديل تي لتسليم الطرود في عام 1921

في عام 1953، قامت الشركة باستخدام نظام الناقل المشترك خارج كاليفورنيا، حيث كانت مدينة شيكاغو هي أول مدينة يستخدم فيها الناقل المشترك خارج كاليفورنيا.
في عام 1929، استخدمت الشركة الخدمة الجوية لأول مرة، من خلال شركات الطيران الخاصة. لكن الكساد الكبير ونقص الحجم أدى إلى إلغاء الخدمة الجوية.
في عام 1953، عادت الشركة إلى استخدام الخدمة الجوية، التي أنشأتها الشركة تحت اسم يو بي إس بلو ليبل اير مع خدمة لمدة يومين من كل أسبوع للمدن الرئيسية على طول الساحل الشرقي والساحل الغربي.

### التوسع والتنوع
في عام 1975، نقلت الشركة مقرها الرئيسي إلى غرينتش بكونيتيكت، وبدأت في خدمة جميع الولايات الـ 48 المجاورة للولايات المتحدة.
جعل هذا التوسع في العمليات من الشركة أول شركة لتوصيل الطرود تخدم كل عنوان في الولايات المتحدة المجاورة.
في عام 1975، أصبحت شركة الطرود المتحدة شركة دولية من خلال تأسيس عملياتها في كندا.
في 28 فبراير عام 1975، بدأت شركة الطرود المتحدة المحدودة، التي غيرت اسمها فيما بعد إلى شركة الطرود المتحدة الكندية المحدودة، عملياتها في تورنتو بأونتاريو واليوم يقع المكتب الرئيسي للشركة في كندا في بيرلينجتون بأونتاريو.
في عام 1976، أنشأت الشركة عمليات محلية في ألمانيا الغربية.
في عام 1985، أطلقت الشركة خدمة تسمى في اليوم التالي من الطيران لجميع الولايات الـ 48 المجاورة بالإضافة إلى بورتوريكو.
في عام 1988، أطلقت الشركة الخطوط الجوية، بإذن من إدارة الطيران الفيدرالية وأصبحت هي شركة الطيران الأسرع نموا في تاريخ إدارة الطيران الفدرالية، وهي حاليا عاشر أكبر شركة طيران في الولايات المتحدة.
أضيفت الخدمة الجوية المحلية إلى ألمانيا في عام 1989. في عام 1991، نقلت الشركة مقرها إلى ساندي سبرينجز بجورجيا، وهي إحدى ضواحي أتلانتا.
في عام 1992، استحوذت الشركة على كل من شركة هاولفاست وكاري فاست وأعادت تسميتهما باسم شركة الطرود المتحدة لحلول سلسلة التوريد.
عملت شركة هاولفاست على توفير شبكة النقل بالأحجار ومجموعة شركات كاري فاست علي شبكة النقل بالشاحنات. بحلول عام 1993، كانت الشركة تسلم ما يصل إلى 11.5 مليون طرد ومستند يوميا.
في التسعينيات، قامت الشركة بتطوير تقنيات لتحسين الكفاءة، لكي تتمكن من خدمة عدد كبير من العملاء. حيث أنشأت الشركة جهاز محمول باليد يسمى جهاز الحصول على معلومات التسليم لتسجيل وتحميل معلومات التسليم إلى شبكة الشركة فور استلامها من قبل كل سائق لدى الشركة. في عام 1992، بدأت الشركة بتتبع جميع الشحنات الأرضية إلكترونيا. في عام 1994، أنشأت الشركة موقع يو بي إس دوت كوم، وقدمت واجهة لإتاحة المعلومات التشغيلية الداخلية بشكل أساسي للوصول إلى العملاء.
في عام 1995، استحوذت الشركة على شركة سونيك اير لتقديم الخدمات اللوجستية لقطع الخدمة والتنافس مع شركة الاختيار اللوجستية. في نفس العام، أطلقت الشركة مجموعة يو بي إس اللوجستية لتسهيل خدمات إدارة سلسلة التوريد العالمية والاستشارات لتلبية احتياجات العملاء.
في عام 1997، أدى إضراب 185,000 عامل من عمال سائقي الشاحنات إلى إغلاق الشركة لمدة 16 يوما.
في عام 1998، تأسست شركة يو بي إس كابتل لتمكن الشركات من تنمية أعمالها من خلال قائمة شاملة من الخدمات المالية المتكاملة من خلال الشركة.
في عام 1999، استحوذت الشركة على شركة شالينج اير لتوسيع عملياتها في أمريكا اللاتينية.
في 10 نوفمبر عام 1999، أصبحت الشركة شركة عامة في أكبر طرح عام أولي في القرن.

### القرن الحادي والعشرين

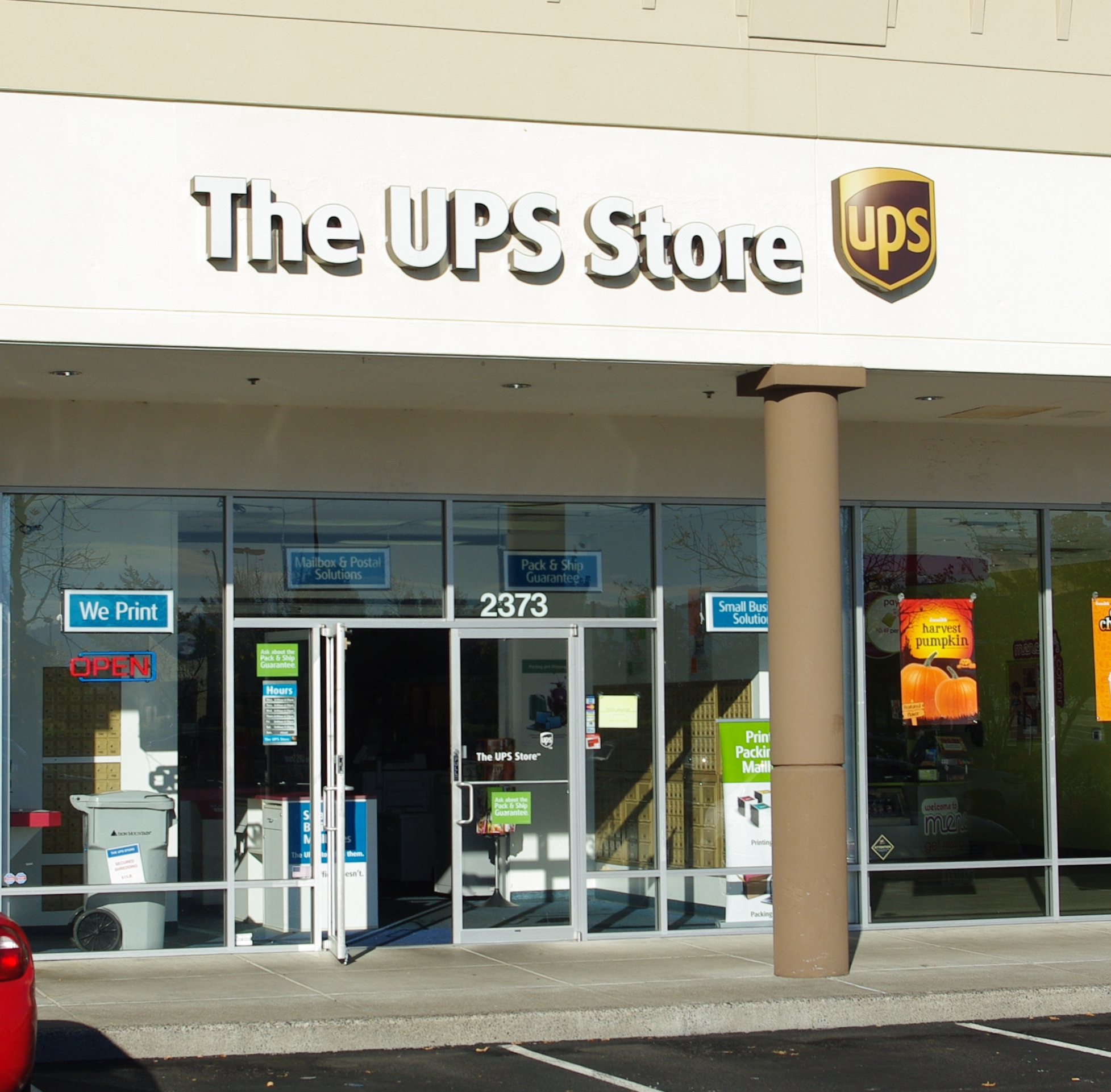
أعيد تسمية سلسلة ميل بوكس إلى متجر يو بي إس في عام 2001.

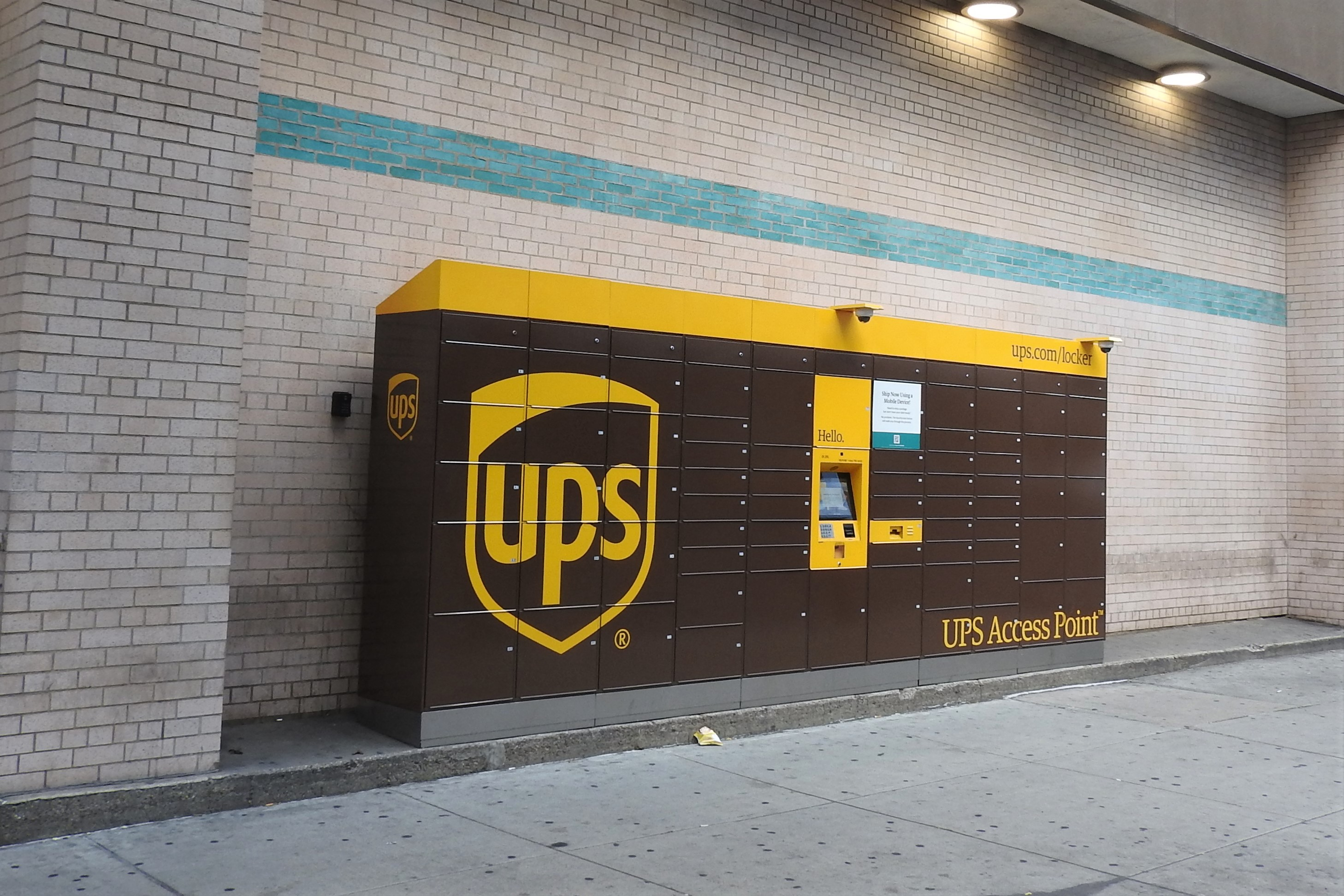
نقطة تسليم الطرود خاصة بشركة يو بي إس في مدينة نيويورك

في عام 2001، استحوذت الشركة على صناديق البريد وما إلى ذلك.
في عام 2003، غيرت الشركة اسم ما يقرب من 3000 صندوق بريد إلى متجر يو بي إس.
في عام 2004، دخلت الشركة في مجال الشحن الثقيل بشراء شركة مينلو العالمية للشحن، وهي شركة فرعية سابقة لشركة مينلو العالمية، بمبلغ يصل إلى 150 مليون دولار أمريكي وافتراض 110 مليون دولار أمريكي في الديون طويلة الأجل. قامت الشركة بتغيير علامتها التجارية إلى حلول سلسلة التوريد يو بي إس.
في 5 أغسطس عام 2005، أعلنت الشركة أنها أكملت استحواذها على شركة النقل بالشاحنات في الخارج مقابل 1.25 مليار دولار أمريكي. عندما وافق مساهمي إف تي سي وأوفيرنيت على الاستحواذ في 4 أغسطس 2005.
في عام 2005، قدمت الشركة خدمة التوصيل بدون توقف بين قوانغتشو والولايات المتحدة.
في 28 أبريل عام 2006، أصبحت أوفيرنيت رسميا هي شركة يو بي إس للشحن.
في 3 أكتوبر عام 2005، أكملت الشركة شراء لينكس اكسبرس، وهي إحدى أكبر شركات نقل الطرود المستقلة في المملكة المتحدة، مقابل 55.5 مليون جنيه إسترليني ما يعادل 97.1 مليون دولار أمريكي، بعد تلقي الموافقة على الصفقة من المفوضية الأوروبية.
في عام 2006، افتتحت الشركة أول مركز مشترك لمجموعة السيارات في دارتفورد.
في 28 أغسطس عام 2007، احتفلت شركة خدمة الطرود المتحدة بالذكرى المئة لتأسيسها. شكلت شركة جميع الخطوط الجوية نيبون، وهي عضو في تحالف النجمة، بالشراكة مع شركة خدمة الطرود المتحدة تحالفا للشحن ومشاركة في الرمز لنقل البضائع للأعضاء في عام 2008، على نهج تحالف شركات الطيران.
في 19 مارس عام 2012، أعلنت الشركة أنها تنوي الاستحواذ على تي ان تي اكسبريس مقابل 6.8 مليار دولار، في خطوة للمساعدة في توسيع وجودها في الأسواق الأوروبية والآسيوية. لكن الصفقة فشلت في يناير عام 2013، بعد الإعلان عن فشل الشركة في الحصول على إذن من المفوضية الأوروبية، وبالتالي تم حظرها على أساس المنافسة.
في فبراير عام 2012، استحوذت شركة خدمة الطرود المتحدة على شركة كوالا التي تتخذ من بروكسل مقرا لها والتي توفر لتجار التجزئة في التجارة الإلكترونية خيار تسليم البضائع إلى موقع البيع بالتجزئة التقليدي.
في عام 2018، ذكرت صحيفة وول ستريت جورنال أن عمليات الشركة تعطلت بسبب أن تقنيتها القديمة للقرن العشرين متخلفة عن منافسيها.
في مايو عام 2019، أطلقت الشركة شراكة مع شركة تيوسميل لبدء النقل بالشاحنات المستقلة لنقل البضائع عبر فينيكس وأريزونا وتوكسون وأريزونا.
في أكتوبر عام 2019، حصلت الشركة على موافقة إدارة الطيران الفيدرالية لتسيير طائرات بدون طيار. ستسمح هذه الشهادة لشركة خدمة الطرود المتحدة بتوصيل إمدادات الرعاية الصحية باستخدام أسطول من الطائرات بدون طيار.
في 29 يناير عام 2020، أعلنت الشركة أنها تستثمر في شركة وصول البريطانية ناشئة وطلبت 10000 سيارة كهربائية من الجيل الثاني كخطوة نحو أسطول أنظف وأكثر تقنية. تمتد الصفقة من عام 2020 إلى عام 2024 وتفيد التقارير أن قيمتها تزيد عن 400 مليون دولار.
في مارس عام 2020، عينت الشركة كارول تومي بدلا من ديفيد أبني في منصب الرئيس التنفيذي لها. كان ينظر إليها على أنها خطوة لتوجيه الشركة خلال الاضطرابات التجارية، والاضطراب التكنولوجي وخطر الركود الناجم عن فيروس كورونا.
في مارس عام 2020، وسعت الشركة رحلاتها المستقلة مع تيوسمبل بإضافة طريق إضافي بين فينيكس وإل باسو في تكساس.
في عام 2021، بعد تحول الشركة لاستهداف عملاء أقل لزيادة الأرباح خلال جائحة فيروس كورونا، قفزت الشركة بنسبة 21٪ في مبيعات الربع الرابع في عام 2020 لتصل إلى 24.9 مليار دولار. ذكر الرئيس التنفيذي كارول تومي أن أمازون دفعت للشركة 11.3 مليار دولار في الشحن في عام 2020، وهو ما يمثل 13.3٪ من إيرادات الشركة.

## المالية
أعلنت الشركة عن أرباح قدرها 4,440 مليار دولار أمريكي في العام المالي 2019، مع إيرادات سنوية قدرها 74,094 مليار دولار أمريكي، بزيادة قدرها 3.1٪ عن السنة المالية السابقة. احتلت الشركة المرتبة 41 في قائمة فورتيشن 500 لعام 2019 لأكبر الشركات الأمريكية من حيث إجمالي الإيرادات.
| عام  | الأرباح مليون دولار أمريكي | صافي الدخل مليون دولار أمريكي | إجمالي الأصول مليون دولار أمريكي | الموظفين |
| ---- | -------------------------- | ----------------------------- | -------------------------------- | -------- |
| 2005 | 42,581                     | 3,870                         | 34,947                           | 407,000  |
| 2006 | 47,547                     | 4,202                         | 33,210                           | 428,000  |
| 2007 | 49,692                     | 382                           | 39,042                           | 425,300  |
| 2008 | 51,486                     | 3,003                         | 31,879                           | 426,000  |
| 2009 | 45,297                     | 1,968                         | 31,883                           | 408,000  |
| 2010 | 49,545                     | 3,338                         | 33,597                           | 400,600  |
| 2011 | 53,105                     | 3,804                         | 34,701                           | 398,000  |
| 2012 | 54,127                     | 807                           | 38,863                           | 399,000  |
| 2013 | 55,438                     | 4,372                         | 36,212                           | 395,000  |
| 2014 | 58,232                     | 3,032                         | 35,440                           | 435,000  |
| 2015 | 58,363                     | 4,844                         | 38,311                           | 444,000  |
| 2016 | 60,906                     | 3,431                         | 40,377                           | 434,000  |
| 2017 | 65,872                     | 4,910                         | 45,403                           | 454,000  |
| 2018 | 71,861                     | 4,791                         | 50,016                           | 481,000  |
| 2019 | 74,094                     | 4,440                         | 57,857                           | 495,000  |
| 2020 | 84,628                     | 1,427                         |                                  |          |

## العمليات
يتمثل العمل الأساسي للشركة في تسليم الطرود والمستندات في جميع أنحاء العالم في وقت محدد. في السنوات الأخيرة، وسعت الشركة أعمالها في مجموعة خدمات تشمل نقل حمولة الشاحنات إل تي إل بشكل أساسي في الولايات المتحدة وخدمات سلسلة التوريد. تقدم الشركة تقارير عن عملياتها في ثلاثة قطاعات:
- عمليات الطرد المحلي في الولايات المتحدة.
- عمليات الطرود الدولية.
- سلسلة التوريد وعمليات الشحن.

### الطرود المحلية للولايات المتحدة

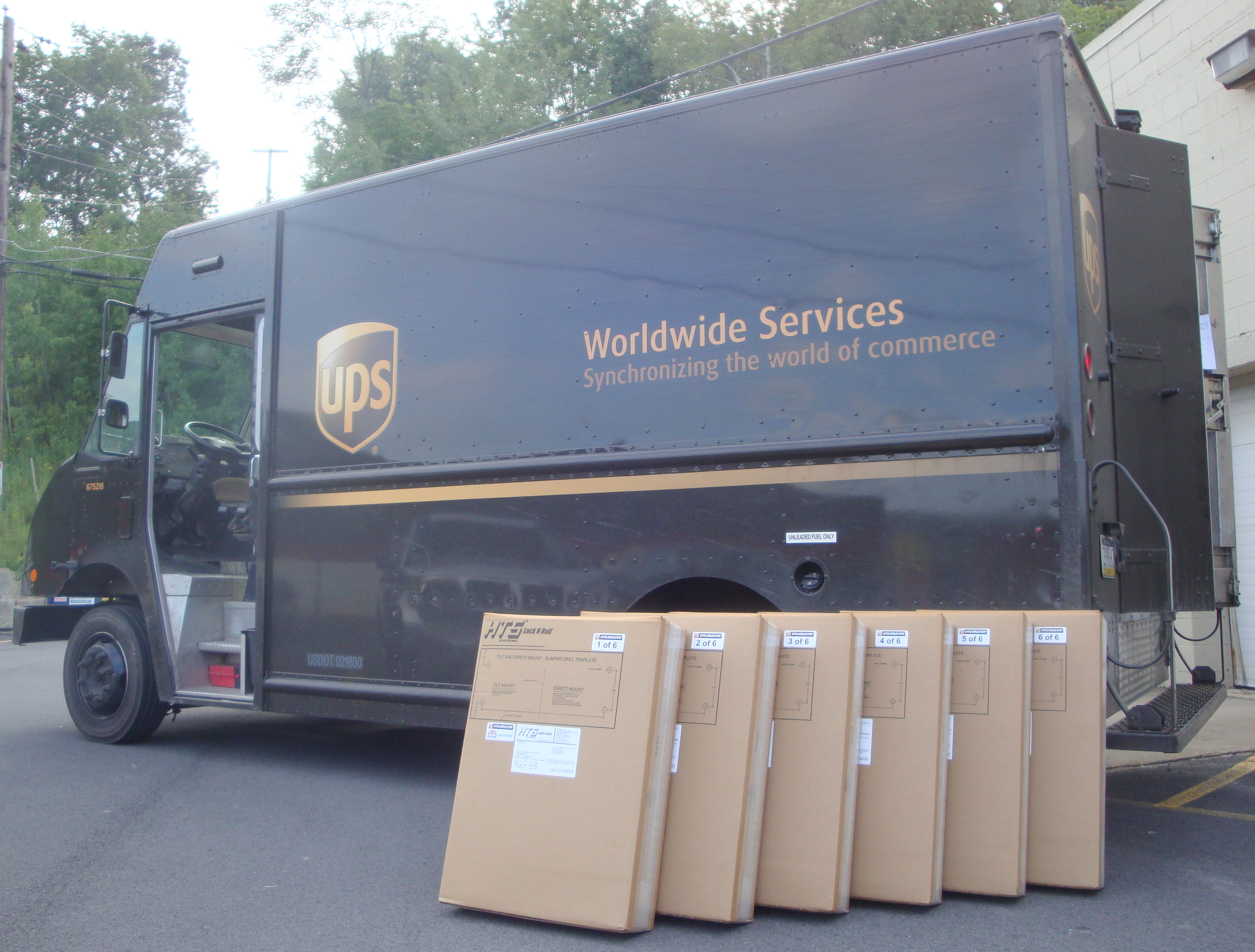
شاحنة توصيل طرود محلية في الولايات المتحدة عام 2013

تشمل عمليات توصيل الطرد المحلي في الولايات المتحدة التسليم في الوقت المحدد للخطابات والوثائق والحزم في جميع أنحاء البلاد.

### الطرود الدولية

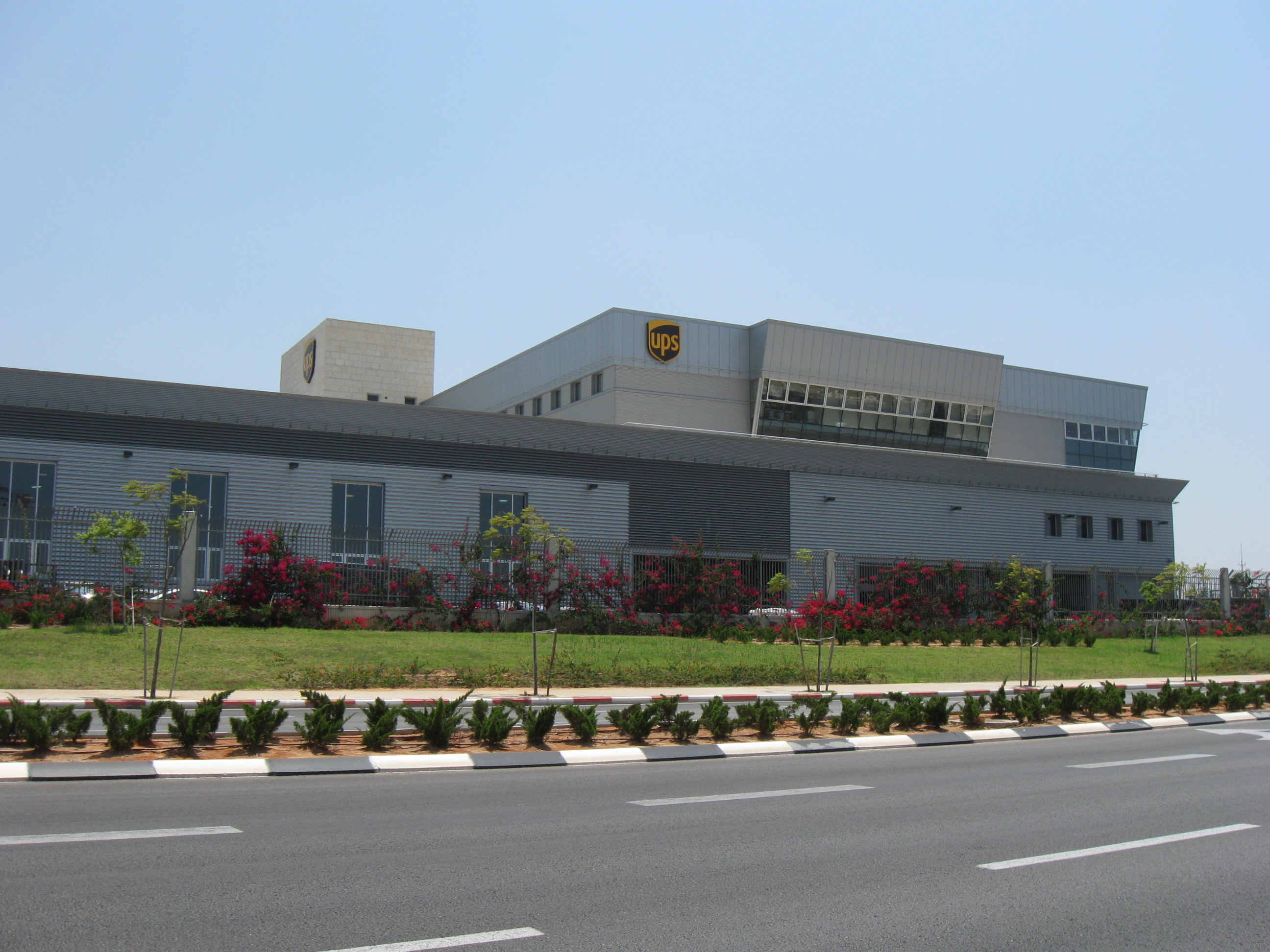
لدى يو بي إس مكاتب فرعية في أغلب مدن العالم، مثل مطار بن غوريون.

تشمل عمليات الطرد الدولي التسليم إلى أكثر من 220 دولة وإقليم حول العالم، بما في ذلك الشحن بالكامل خارج الولايات المتحدة، بالإضافة إلى الشحنات التي يكون مصدرها أو توزيعها خارج الولايات المتحدة.

### سلسلة التوريد والشحن
تتضمن سلسلة التوريد والشحن عمليات الشحن والتعاقد اللوجيستية لشركة خدمة الطرود المتحدة، وشحن الطرود، ووحدات الأعمال الأخرى ذات الصلة.
تقدم أعمال الشحن والخدمات اللوجستية في شركة خدمة الطرود المتحدة خدمات في أكثر من 175 دولة وإقليم حول العالم، وتشمل تصميم سلسلة التوريد العالمية وتنفيذها وإدارتها، وشحن وتوزيع الشحنات، والوساطة الجمركية، وخدمات البريد والاستشارات.
تقدم خدمة شحن شركة خدمة الطرود المتحدة مجموعة متنوعة من خدمات أقل من حمولة الشاحنات إل تي إل وحمولات الشاحنات تي إل للعملاء في أمريكا الشمالية.
تشمل وحدات الأعمال الأخرى ضمن هذا القطاع متجر يو بي إس ويو بي إس كابتل.
العلامات التي تدل على المقطورات (السكك الحديدية) التي تحمل طرود:
- يو بي جي إكس
- يو بي إس يو
- يو بي إس سي
- يو بي دبليو زد
- يو بي إس زد
- يو بي أو زد
- يو بي جي زد

إن أو إن زد
رموز الرابطة الوطنية لمرور السيارات:
- يو بي إس إس
- يو بي إس إن
- يو بي إس سي

### هيكل الموظفين
توظف شركة خدمة الطرود المتحدة ما يقرب من 444,000 موظف منهم 362,000 في الولايات المتحدة و 82,000 دوليا. يوجد ما يقرب من 240,000 من سائقي شركة سائقي شركة خدمة الطرود المتحدة ومعالجي الحزم والموظفين من قبل جماعة الإخوان المسلمين الدولية.
في عام 1997، عندما قام سائقي شركة خدمة الطرود المتحدة بعمل إضراب، تفاوض رئيس سائقي الشاحنات روي كاري على عقد جديد للعمال، وكان هذا هو الإضراب الوحيد الذي حدث للشركة على مستوى العالم.

### الرؤساء التنفيذيين
- جيمس كيسي من عام 1907 إلى عام 1962
- جورج د. سميث من عام 1962 إلى عام 1972
- بول أوبيركوتر من عام 1972 إلى عام 1973
- هارولد أوبيركوتر من عام 1973 إلى عام 1980
- جورج لامب من عام 1980 إلى عام 1984
- جون دبليو روجرز من عام 1984 إلى عام 1989
- كينت سي نيلسون من عام 1989 إلى عام 1996
- جيمس ب. كيلي من عام 1997 إلى عام 2001
- مايكل ل. إسكيو من عام 2002 إلى عام 2007
- سكوت ديفيس من عام 2008 إلى عام 2014[47]
- ديفيد أبني من عام 2014 إلى عام 2020
- كارول تومي من عام 2020 إلى الآن

## المنافسون
المنافسون الرئيسيون في الولايات المتحدة يعملون على خدمة بريد الولايات المتحدة، وشركة فيديكس، وشركات النقل الإقليمية مثل أون تراك وإل إس أو، بالإضافة إلي تنافس الشركة مع شركات النقل المحلية ومجموعة متنوعة من المشغلين الدوليين مثل كندا بوست وفروعها وترانس فورس ودويتشه بوست وفروعها ورويال ميل وخدمة البريد اليابانية وبريد الهند والعديد من الشركات الإقليمية الأخرى وشركات النقل والخدمات البريدية الوطنية ومناولي الشحن الجوي.
كان أكبر منافسي شركة خدمة الطرود المتحدة هي خدمات التوصيل الأرضية الرخيصة الثمن، مثل طرد بريدي أو الاختيارات اللوجستية.
في عام 1998، قامت فيديكس بتسليم الطرود الأرضية من خلال استحواذها على نظام حزمة الطريق، وتغيير علامتها التجارية إلى فيديكس الأرض في عام 2000. في عام 2003، استحوذت شركة دويتشه بوست على شركة أيربورن إكسبريس لتوسيع عملياتها في الولايات المتحدة.
لمنافسة دويتشه بوست وفيديكس، دخلت شركة خدمة الطرود المتحدة في شراكة مع خدمة البريد الأمريكية لتقديم ابتكارات يو بي إس ميل، وهو برنامج يسمح لشركة خدمة الطرود المتحدة باستلام البريد والطرود التي تزن أقل من رطل واحد بشكل منفصل عن الشبكة الأرضية الرئيسية ونقلها إلى مركز الشركة، أو وحدة تسليم الوجهة للتوزيع النهائي.
تعرف هذه العملية باسم تخطي المنطقة المستخدمة منذ فترة طويلة بواسطة مجمعات الطرود.
لدي الشركة أيضا شبكة منفصلة تعرف باسم شوربوست، وتستخدم شبكة يو بي إس الأرضية لتسليم الطرود التي يقل وزنها عن 10 أرطال إلى أقرب مركز حزم من يو بي إس.
في الآونة الأخيرة، ساهم النمو المستمر للتسوق عبر الإنترنت في زيادة الوعي بدور النقل في البيئة، وفي ظل ظهور المنافسة الناشئة بين شركات النقل المتخصصة أو الشركات القائمة التي أعيدت تسميتها. على سبيل المثال، تطالب خدمة البريد الأمريكية بتسليم أكثر للطرود مراعاة للبيئة، على افتراض أن شركات نقل الرسائل تقوم بالعمل ستة أيام في الأسبوع، وبالتالي تقدم أقل استهلاك للوقود في الصناعة لكل عملية تسليم.
نشأت شركات نقل أخرى متخصصة في توصيل الطرود السكنية إلى عناوين في هاواي وألاسكا وبورتوريكو وأقاليم أمريكية أخرى، استجابة للطلب المتزايد من بائعي الكتالوجات والتجار الإلكترونية عبر الإنترنت، وتقديم خدمات توصيل سكنية منخفضة التكلفة تتطابق بشكل وثيق مع معايير الخدمة المرتبطة عادة بتسليم الطرود السريعة الأكثر تكلفة.
في عام 2019، رفعت شركة خدمة الطرود المتحدة دعوى قضائية في محاولة لإجبار الخدمة البريدية للولايات المتحدة على رفع أسعارها، لكن المحكمة العليا رفضت الدعوى.

## وسائل النقل
تقوم شركة خدمة الطرود المتحدة بتشغيل أكثر من 119,000 مركبة توصيل في جميع أنحاء العالم، تشتمل على الدراجات والسيارات والجرارات.
في سياسة الشركة طويلة الأمد، تتم إزالة جميع الشعارات والشارات الخارجية للمصنعين عند دخول السيارة في الخدمة لتجنب الإعلان أو المصادقة على الشركة المصنعة للسيارة.
العمر الافتراضي لمركبة أرضية نموذجية لدى شركة خدمة الطرود المتحدة يكون من 20 إلى 25 عام، وتستمر حتى يتم اختراق السلامة الهيكلية.
لا تقوم الشركة بإعادة بيع أي من مركباتها الأرضية، لذلك تجرد المركبات المتقاعدة من الأجزاء القابلة لإعادة الاستخدام قبل إرسالها ليتم سحقها.
قبل التجريد، تحمل شاحنات ومقطورات شركة خدمة الطرود المتحدة جميع العلامات التجارية للشركة وقد تم تخصيص رقم أيه دي أيه للمركبات التي يجب سحقها.
تسحق المركبات تحت إشراف موظفي الشركة العاملين عليها، وهم الذين يسجلون تدمير المركبة. الاستثناء الوحيد لهذه السياسة هو المركبات التي تؤخذ عن الطريق للاستخدام الداخلي. تلون سيارات طرود المحاور الكبيرة باللون الأبيض المعاد طلاؤه، وتستخدم الجرارات شبه القديمة أحيانا كجرارات طرفية.

### شاحنات التوصيل
تشير شركة خدمة الطرود المتحدة إلى شاحنة التوصيل الخاصة بها على أنها سيارة مجمعة. تستخدم العديد من التصاميم والأحجام من قبل الشركة، اعتمادا على المسارات وحجم الحزمة.
تصنع أجسام شاحنات التوصيل الخاصة بشركة خدمة الطرود المتحدة في مورجان أولسون وهيئة مدينة الاتحاد ويوتيلماستار. في حين أن المركبات القديمة كانت تعتمد على فورد أو جنرال موتورز بي شاسيه، فإن المركبات المصنعة منذ التسعينيات تعتمد على هيكل نافيستار أو فريتلينر أو وروكهورس. في الأصل، جهزت مركبات توصيل شركة خدمة الطرود المتحدة بنقل حركة يدوي وتوجيه، على الرغم من تحديث العديد من المركبات الجديدة بنقل حركة أوتوماتيكي.
تستخدم شركة خدمة الطرود المتحدة المركبات القائمة على الإنتاج مثل الميني فان من طراز فورد ترانزيت كونيكت ودودج جراند كارافان ومرسيدس بنز، لطرق التسليم ذات الأحجام المنخفضة.
تستخدم شركة خدمة الطرود المتحدة شاحنات مودك الكهربائية في المملكة المتحدة وألمانيا.
تلعب تكاليف الطاقة دورا كبيرا في نسبة الربح المحتملة لشركات توصيل الطرود.
معظم السيارات لا تحتوي على تكييف باستثناء الجرارات. وقد اعتبر هذا عامل مساهم في الإصابة بضربة الشمس وغيرها من المشكلات الصحية المرتبطة بالحرارة لدى السائقين الذين يعملون في هذه المركبات طوال فترة الوردية.
في 29 يناير عام 2020، استثمرت شركة خدمة الطرود المتحدة في شركة وصول وطلبت 10000 سيارة كهربائية من الجيل الثاني.

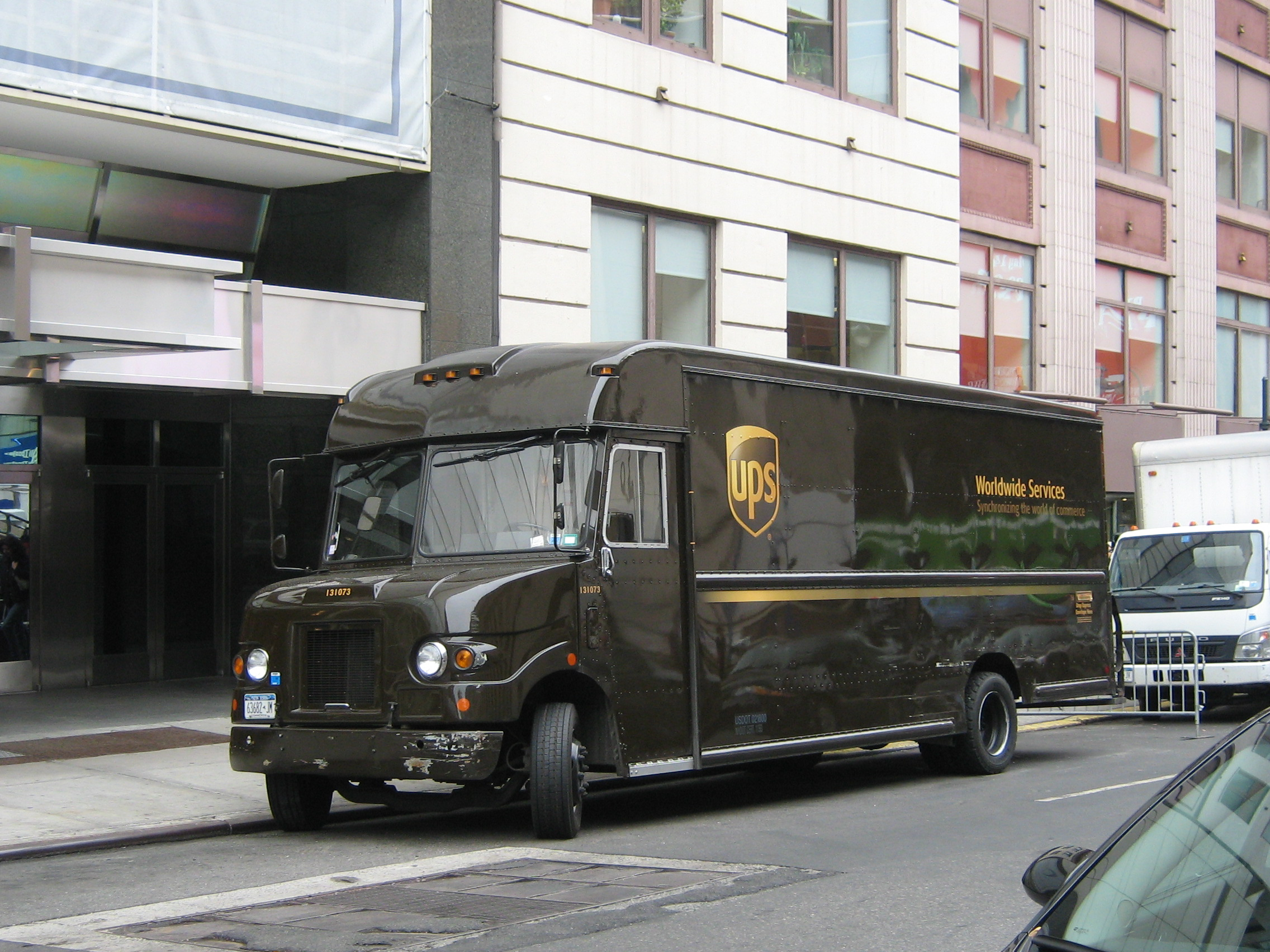
سيارة غرومان أولسون في تسعينيات القرن الماضي خاصة بشركة يو بي إس
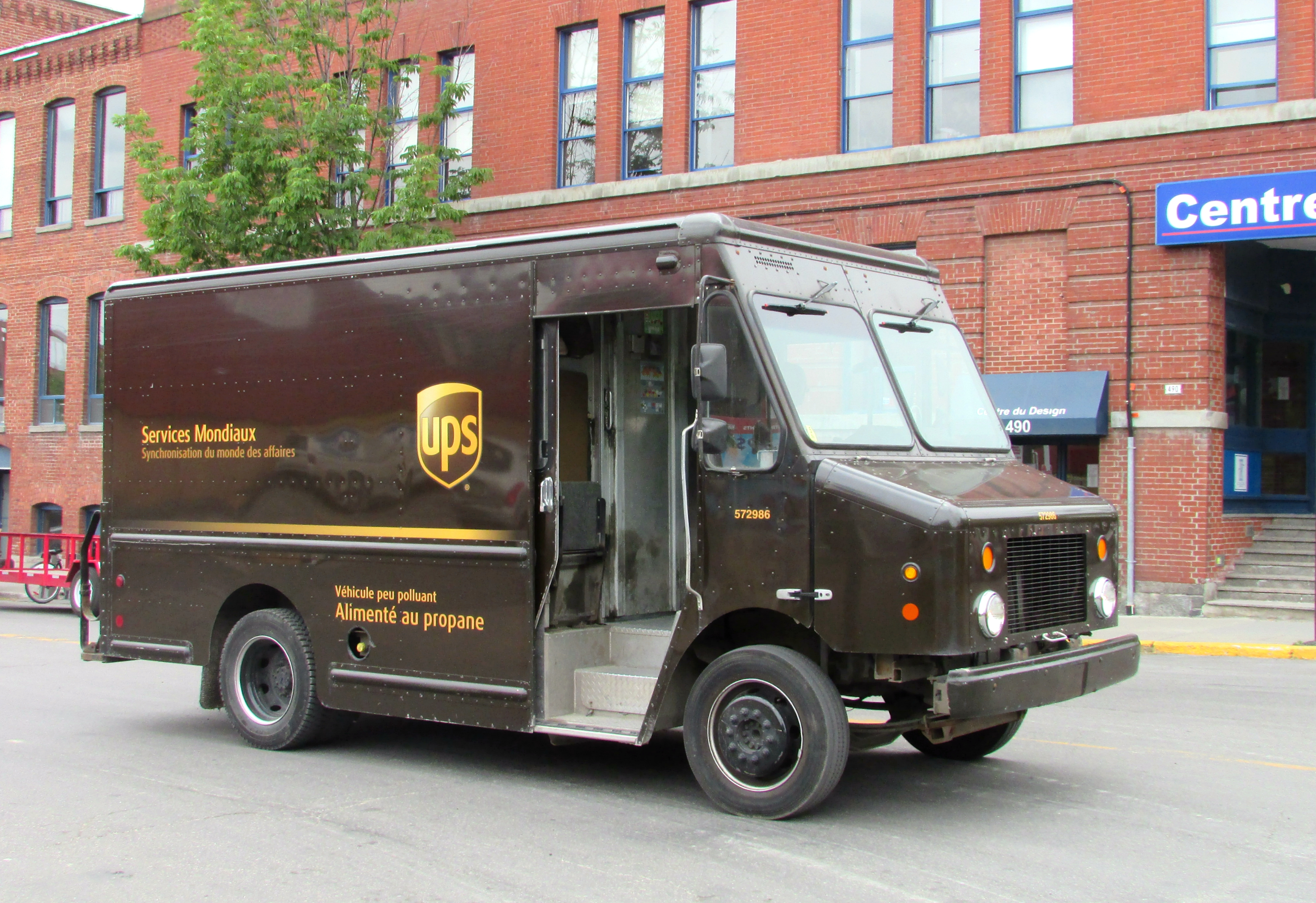
سيارة تعمل بالبروبان في مونتريال، كيبيك، في أوائل عام 2000.
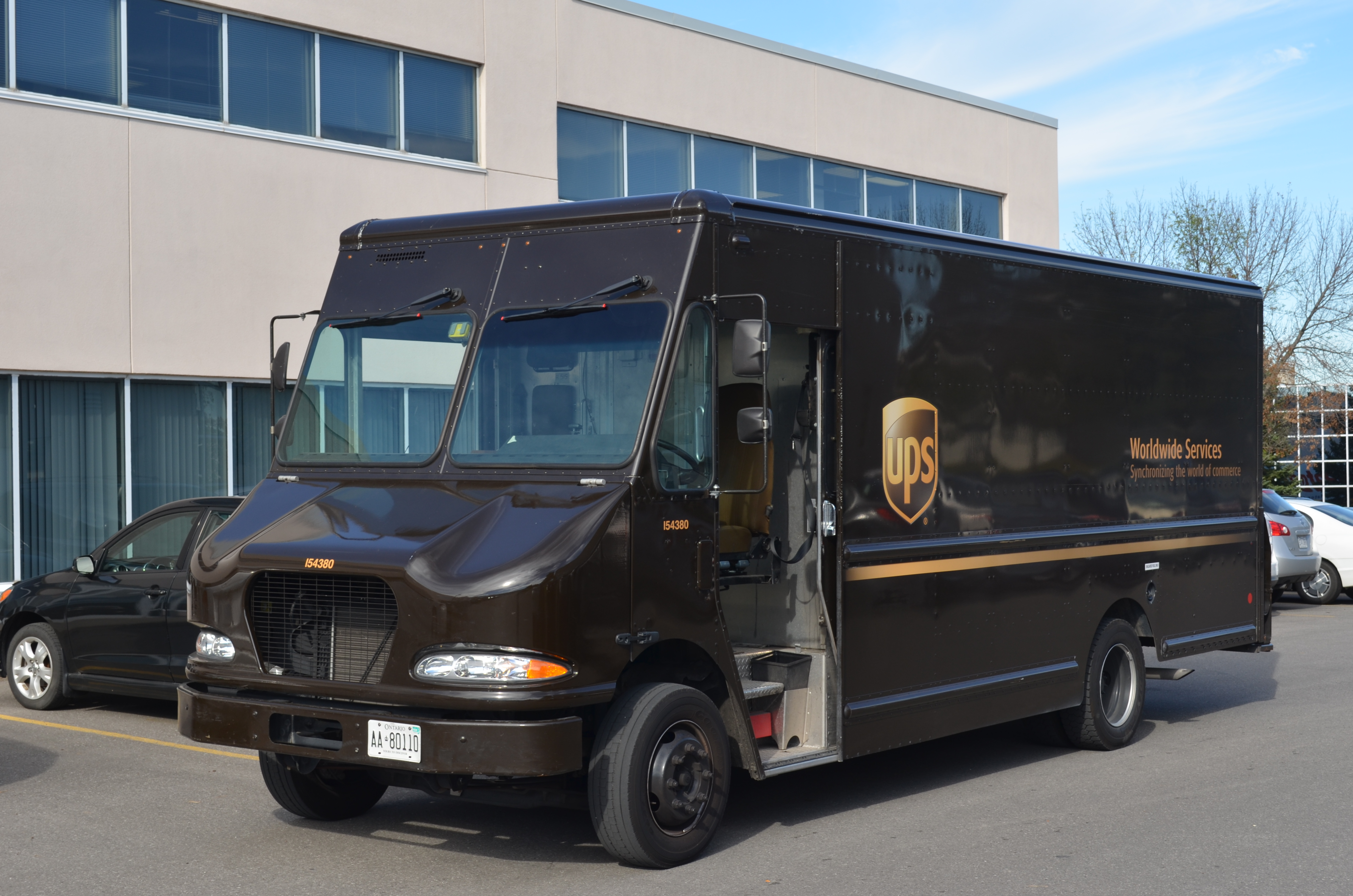
سيارة نقل الطرود خاصة بشركة يو بس إس في أونتاريو.
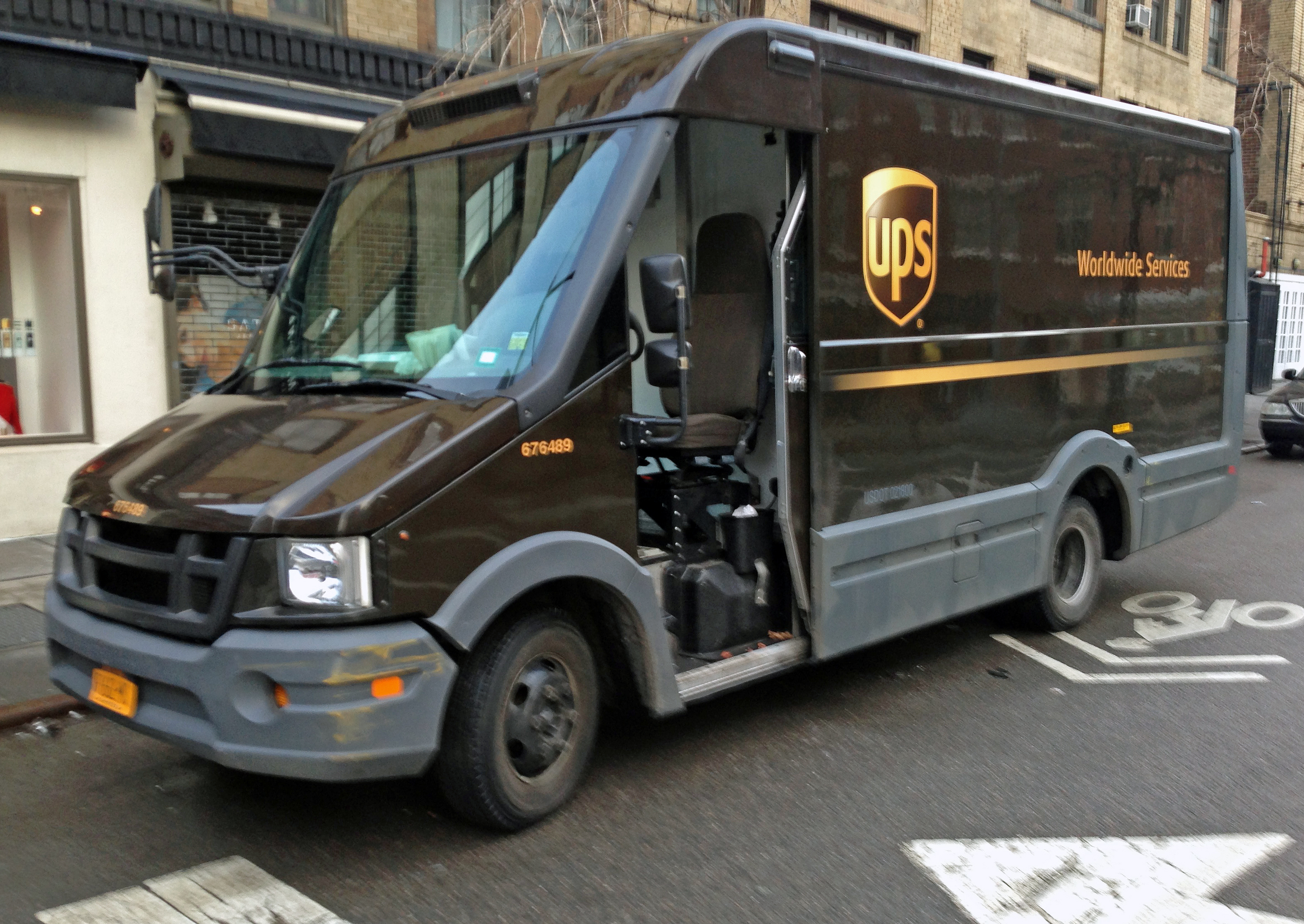
سيارة يو بي إس في مدينة نيويورك
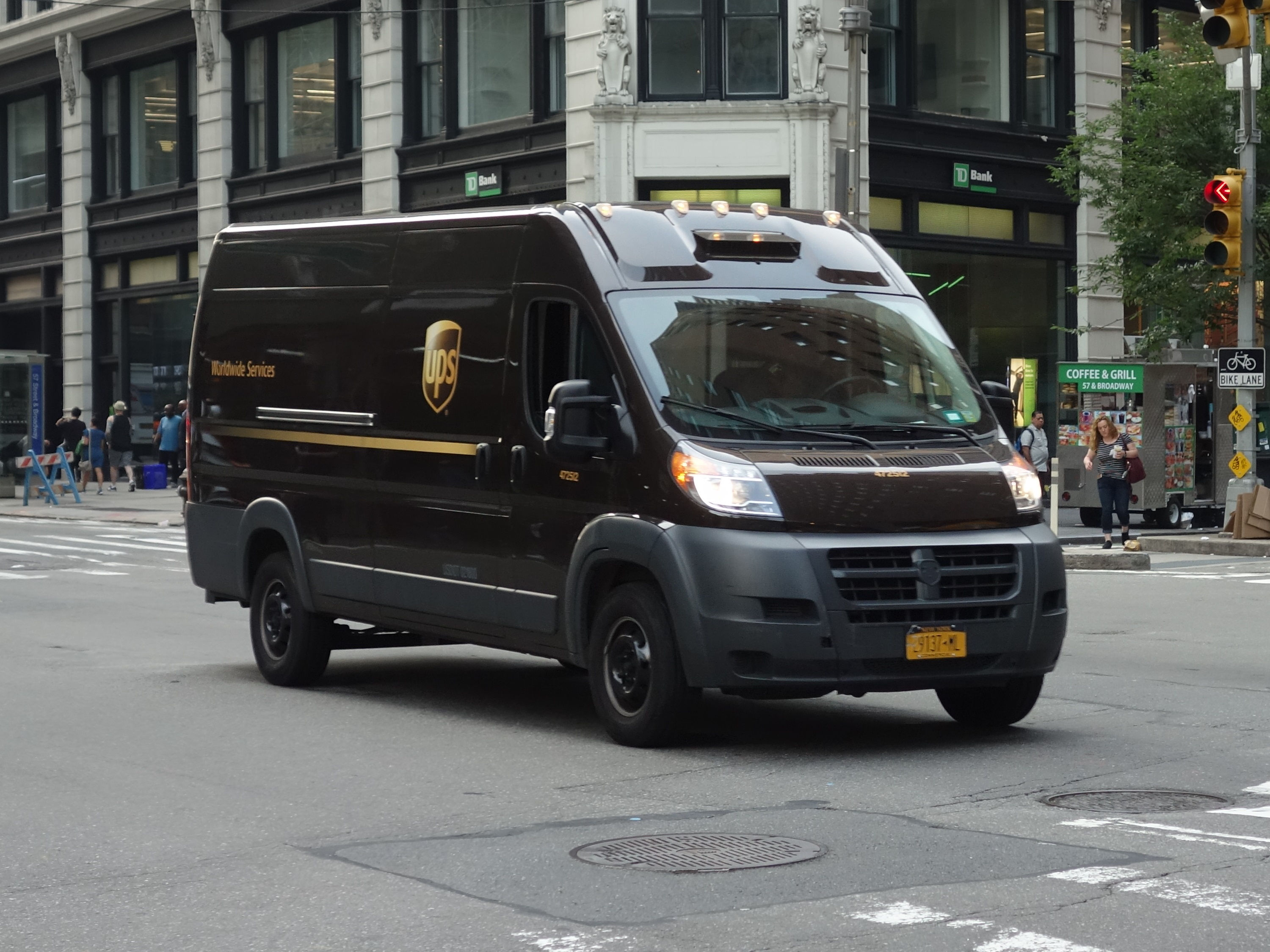
سيارة يو بي إس لنقل الطرود
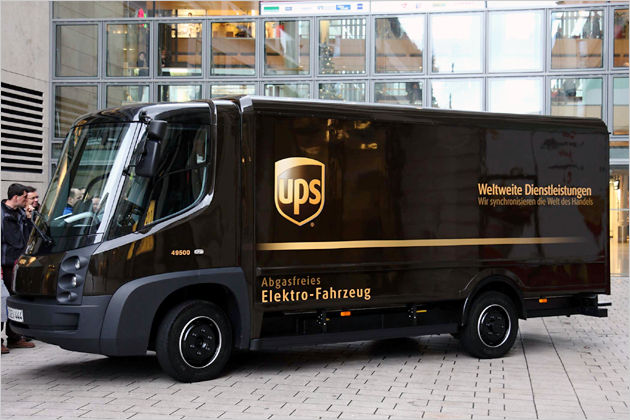
شاحنة موديك تعمل بالطاقة الكهربائية في ألمانيا
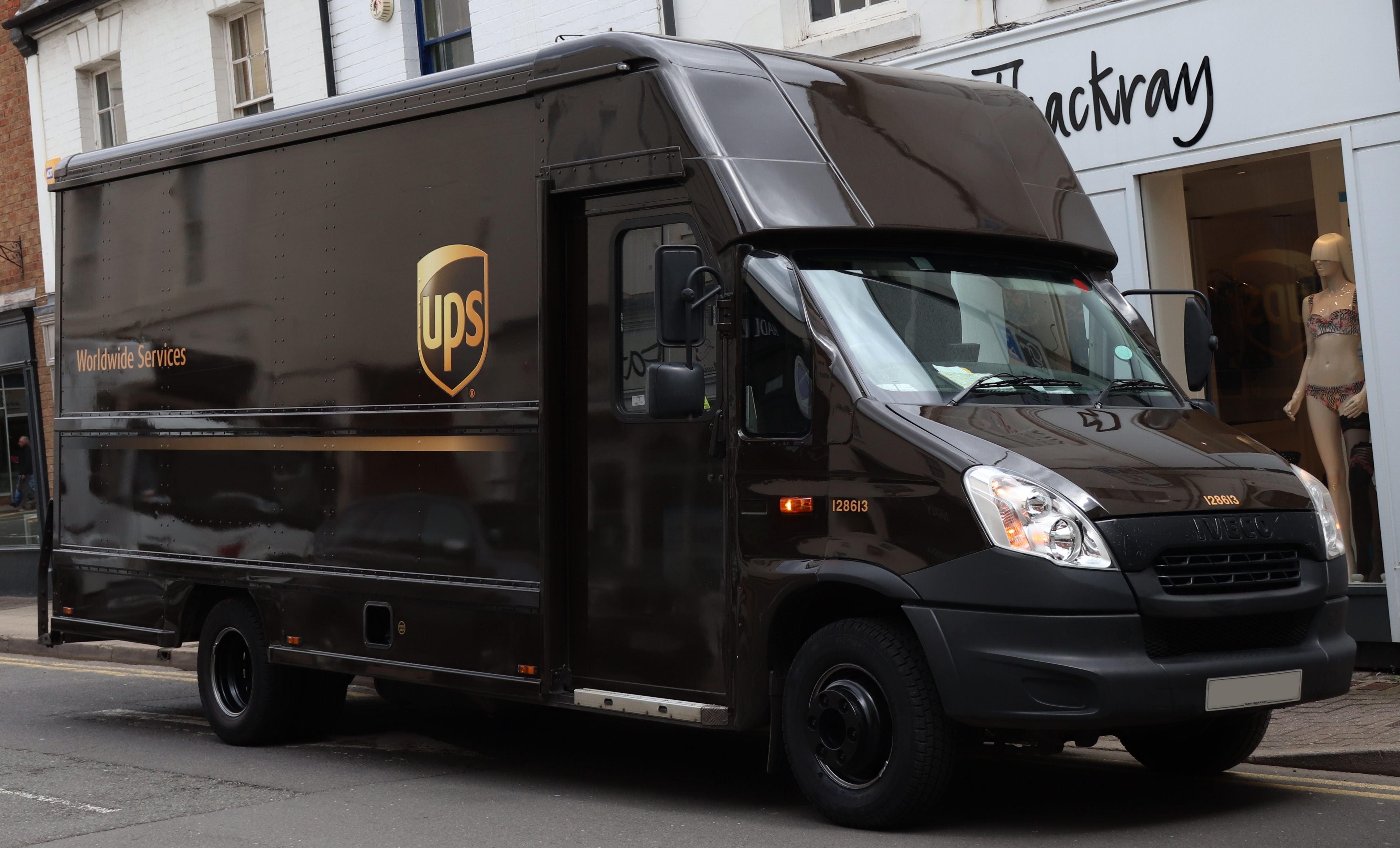
سيارة إيفيكو دايلي في ليمينغتون سبا، المملكة المتحدة

### مقطورات الجرارات
تشير شركة خدمة الطرود المتحدة بشكل عام إلى المقطورات الأرضية الخاصة بها على أنها مغذيات، لأنها متميزة عن باقي أسطول مركبات الشركة. لتتماشى المقطورات مع مركبات التوصيل الخاصة بالشركة، طُلِّيَت جميع وحدات جرارات الشركة بطلاء بولمان البني.
قبل تسعينيات القرن الماضي، كانت العديد من الجرارات ذات تكوين كابوفر، مع قوانين تحدد طول المقطورة في الولايات المتحدة، تحولت الشركة نحو استخدام قاطرة تشبه قاطرة النمط التقليدي.
اعتبارا من عام 2018، أصبح يتكون أسطول جرارات الشركة بالكامل تقريبا من شاحنات الكابينة التقليدية.
في أمريكا الشمالية، تستخدم الشركة أسطولا من الشاحنات بالتعامل مع العديد من الشركات المصنعة، مثل شاحنات ماك ونيفاستار بروستار الدولية، بالإضافة إلى مركبات كينورث تي 800 وكينورث تي 660 وكينورث 680.
تتكون المركبات القديمة التي تعمل لدى الشركة من طرازات ستارلنج وفورد آروميكس وأ.لاين وأرجوسي وفريتلاينر وشاحنة الكابوفر النهائية وجرارات ماك سي إتش و 8100 الدولية.
تشمل الشاحنات السابقة التي استخدمتها الشركة على أنواع فورد إل 9000 وفورد أراميكس و 8200 الدولية و 8100 الدولية و 9670 الدولية وجي إم إس أسترو وبيتربيل 362 وفورد إل 9000 ورود كومبندر 2 وماك سي إتش وماك إم إتش وألترالينر وماك إف وجي إم سي كابوفر بيضاء عالية وكابينات دياموند تي ودياموند رو. استخدمت الشركة فيما قبل أيضا الشاحنات التي تعمل بالكهرباء من مصنع وايت موتورز لتوصيل الطرود إلى مانهاتن ونيويورك. لم تكن تمتلك الشركة سوى بضع مئات منهم، لكنهم كانوا معروفين بصمتهم المخيف عند التشغيل.
تتميز العربات نصف المقطورة المطلية باللون الرمادي الفاتح والمملوكة للشركة بشعار يو بي إس كبير الحجم على الجزء الأمامي من جوانب المقطورة، تتميز المقطورات الأحدث بتركيب تنانير المقطورة. صممت الشركة العديد من التكوينات، وتستخدم عدة أطوال للمقطورات منها 28 و 45 و 48 و 53 قدم. بجانب مقطورات الشاحنات القياسية ذات القاعدة المسطحة، يوجد أيضا مقطورات ذات إطار مسطح لكن تم التخلص منها إلى حد كبير من الأسطول ومقطورات على عربة مسطحة عبارة عن مقطورات مصممة للنقل على عربات السكك الحديدية.
اعتمادا على لوائح الولاية أو المقاطعة، يتم سحب العديد من مقطورات الشركة القصيرة.

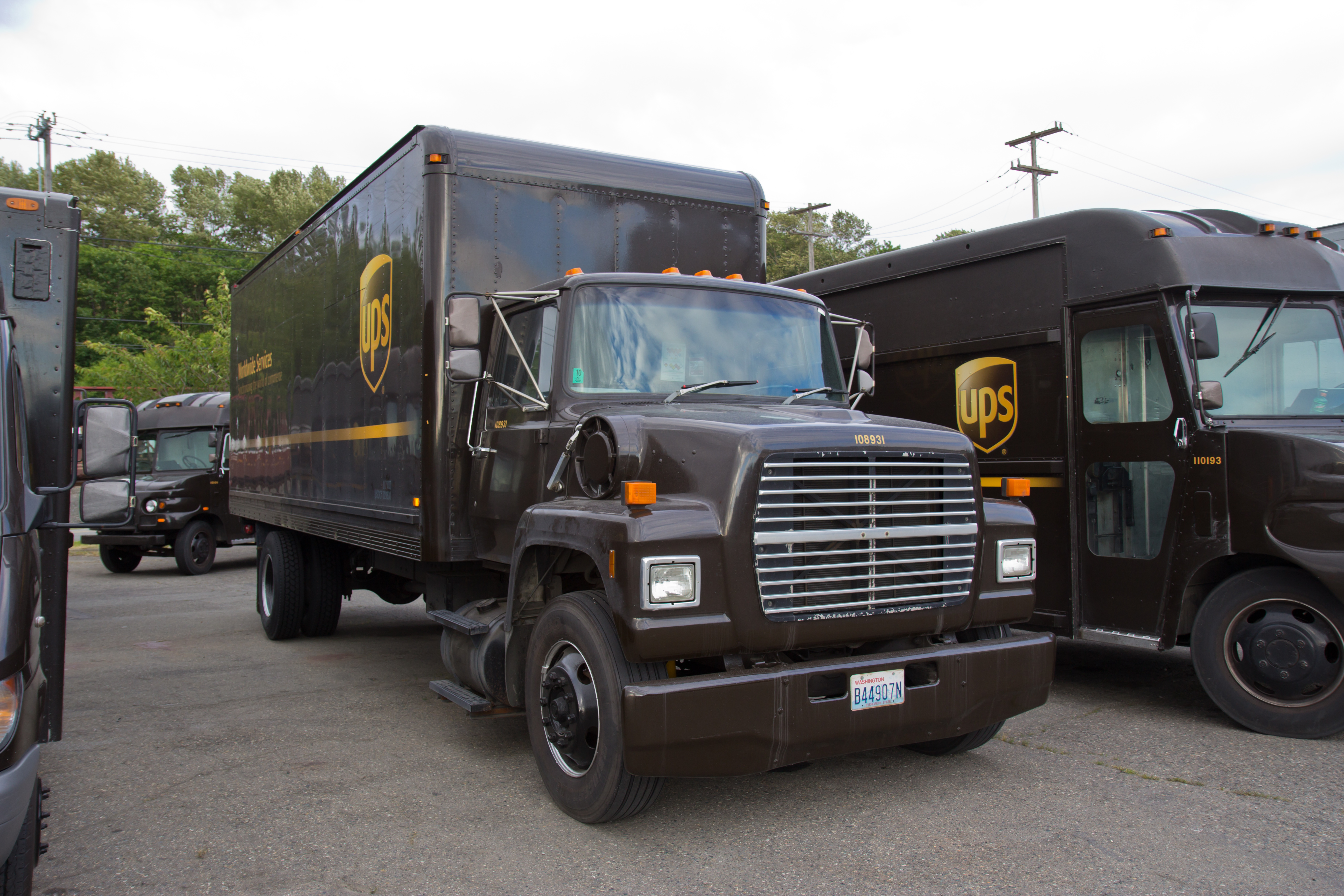
سيارة فورد موديل إن إل 8000، تابعة لشركة يو بي إس في سياتل، واشنطن عام 1990.
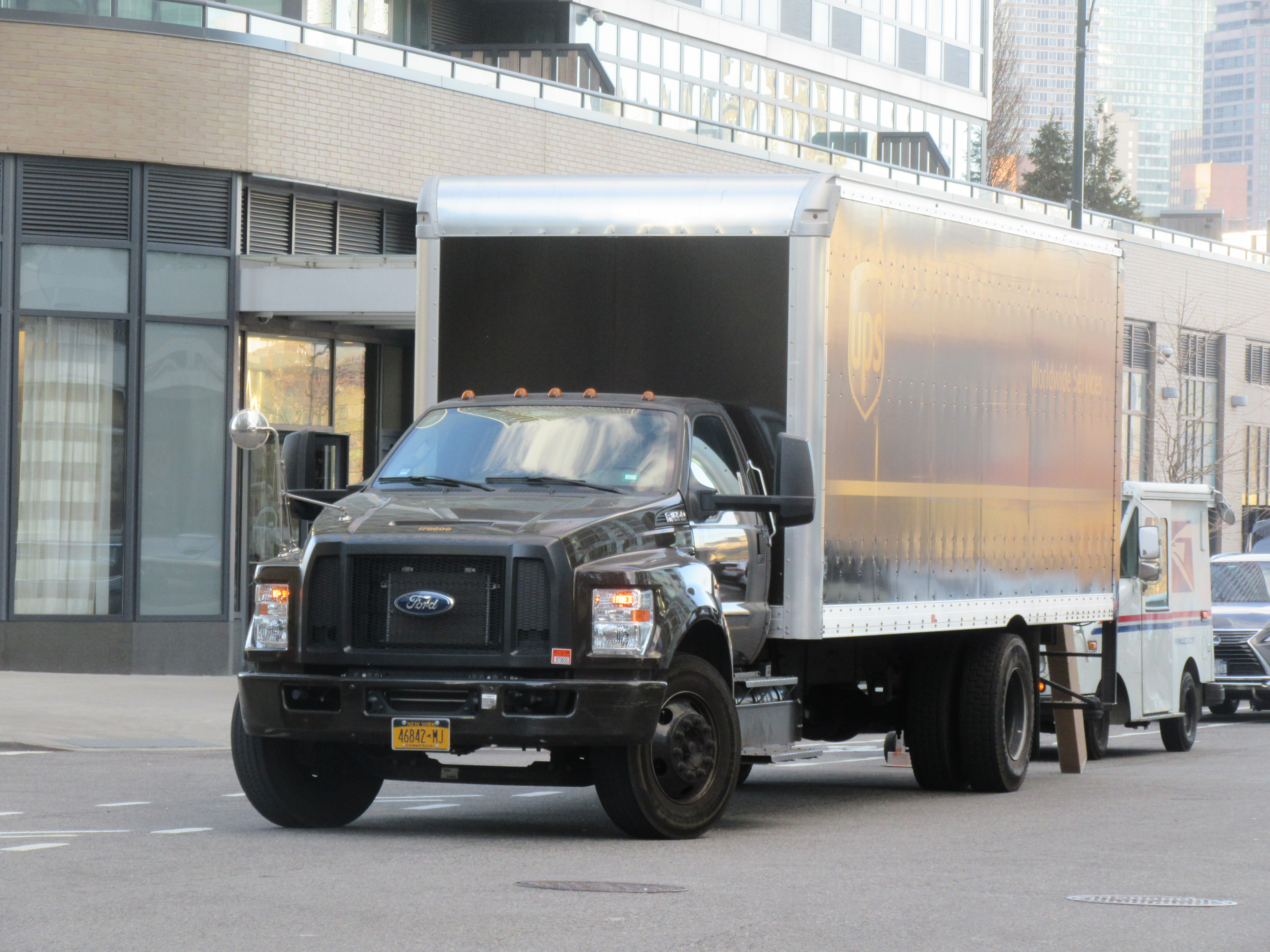
شاحنة فورد إف- 650 في نيويورك عام 2017
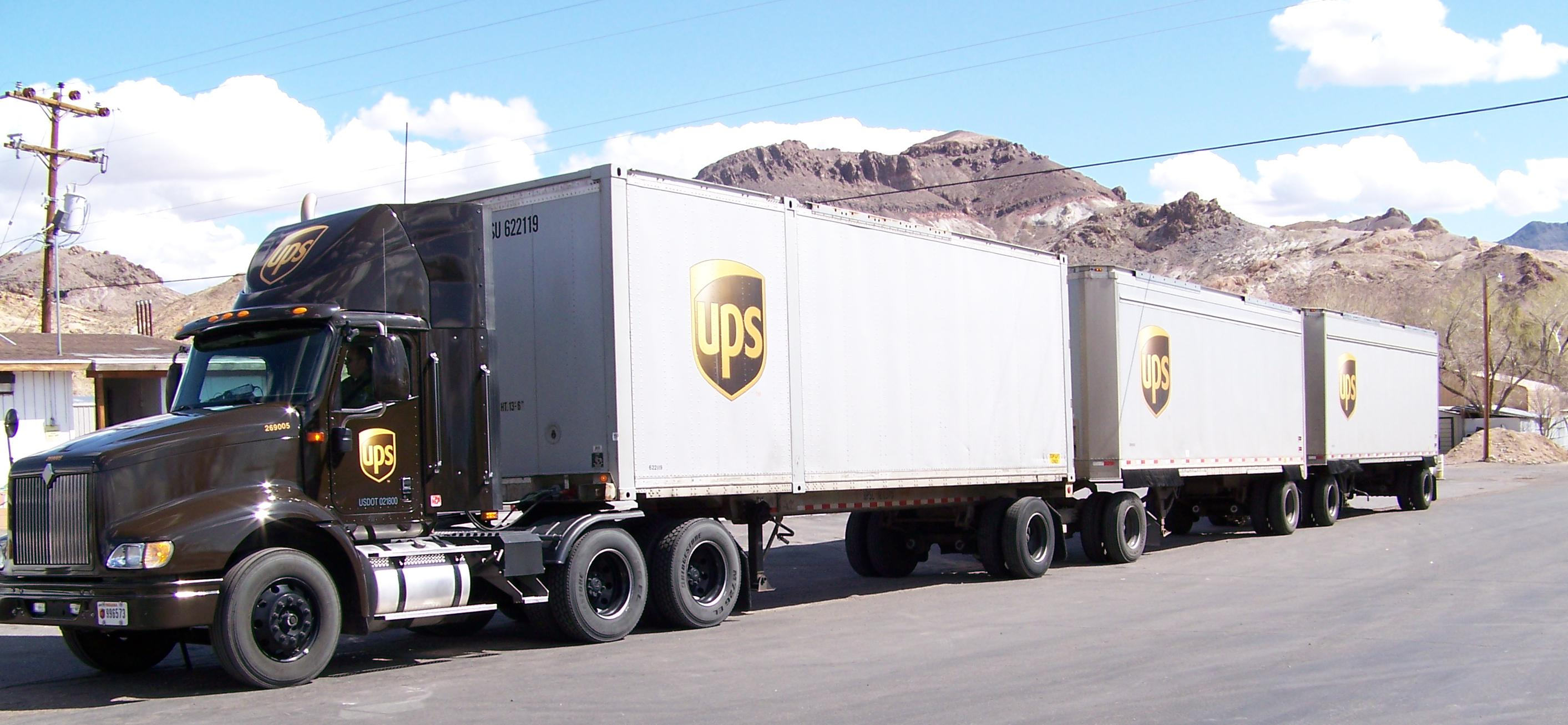
شاحنة بثلاث مقطورات في بيتي، نيفادا.
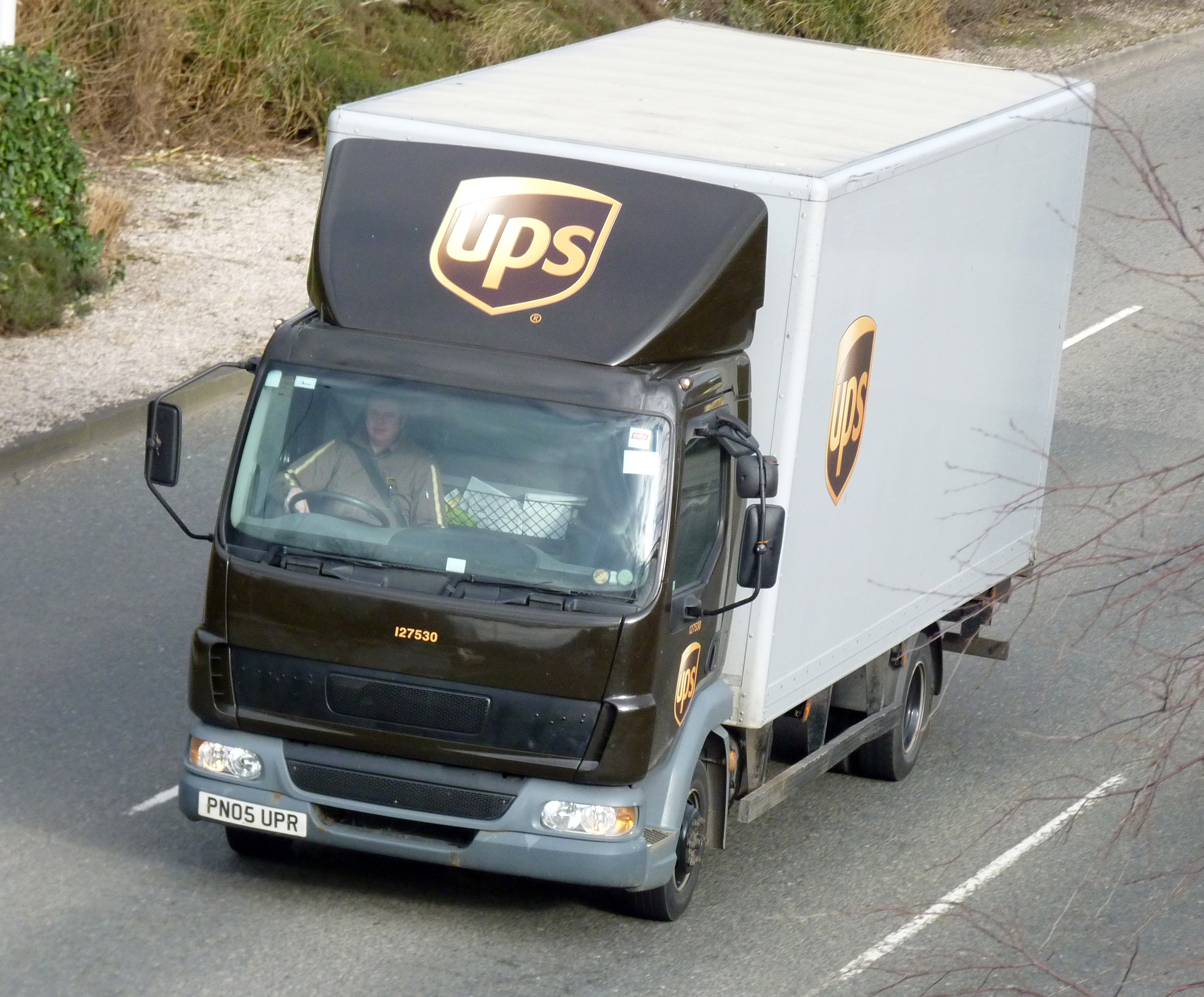
شاحنة يو بي إس في بليموث، المملكة المتحدة
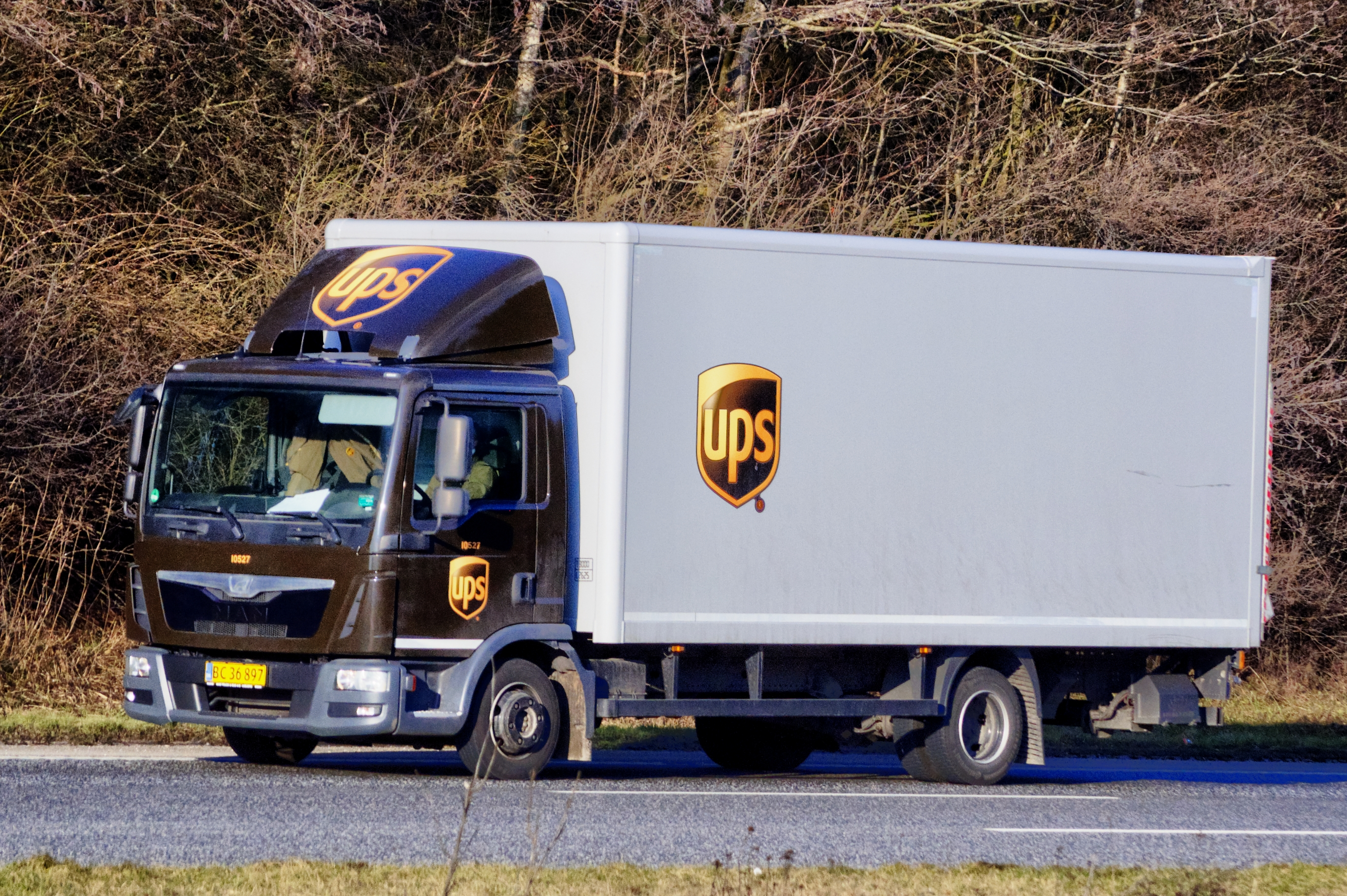
شاحنة يو بي إس في الدنمارك

### دراجات
في عام 2008، بدأت الشركة في توظيف موظفين لتوصيل الطرود عبر الدراجات في فانكوفر واشنطن وفي عدة مدن في ولاية أوريغون. في خريف عام 2018، أعلنت الشركة عن برنامج جديد في سياتل بواشنطن باستخدام دراجات شحن كهربائية ذات دواسة حول مناطق بايك ومناطق وسط المدينة المزدحمة الأخرى. في أمستردام تستخدم الشركة أيضا دراجات توصيل تعرف باسم السهم الحضري للتسليم عبر امتياز ممنوحة.

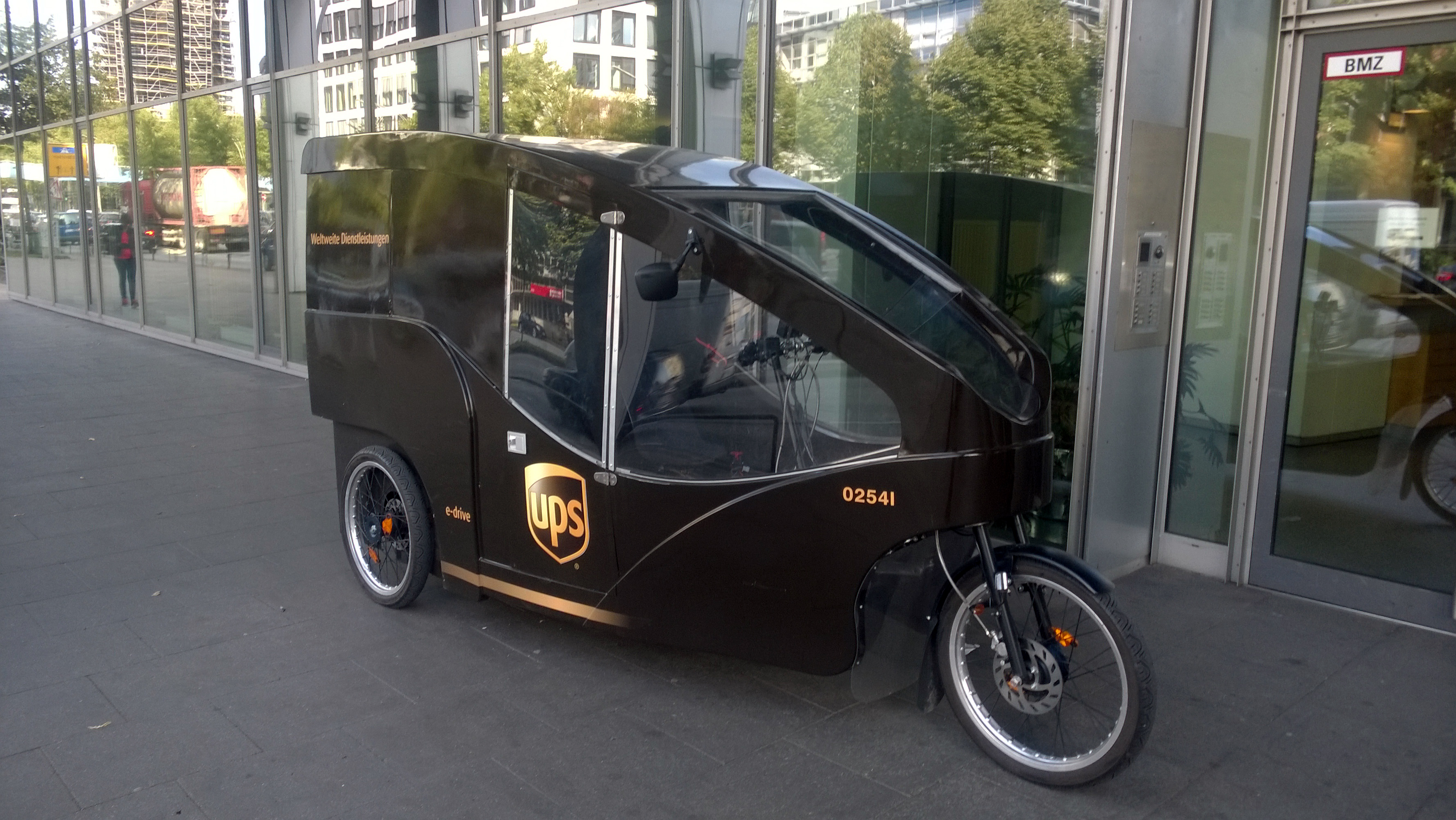
دراجة ثلاثية العجلات تعمل بالكهرباء تابعة لشركة يو بي إس في هامبورغ، ألمانيا
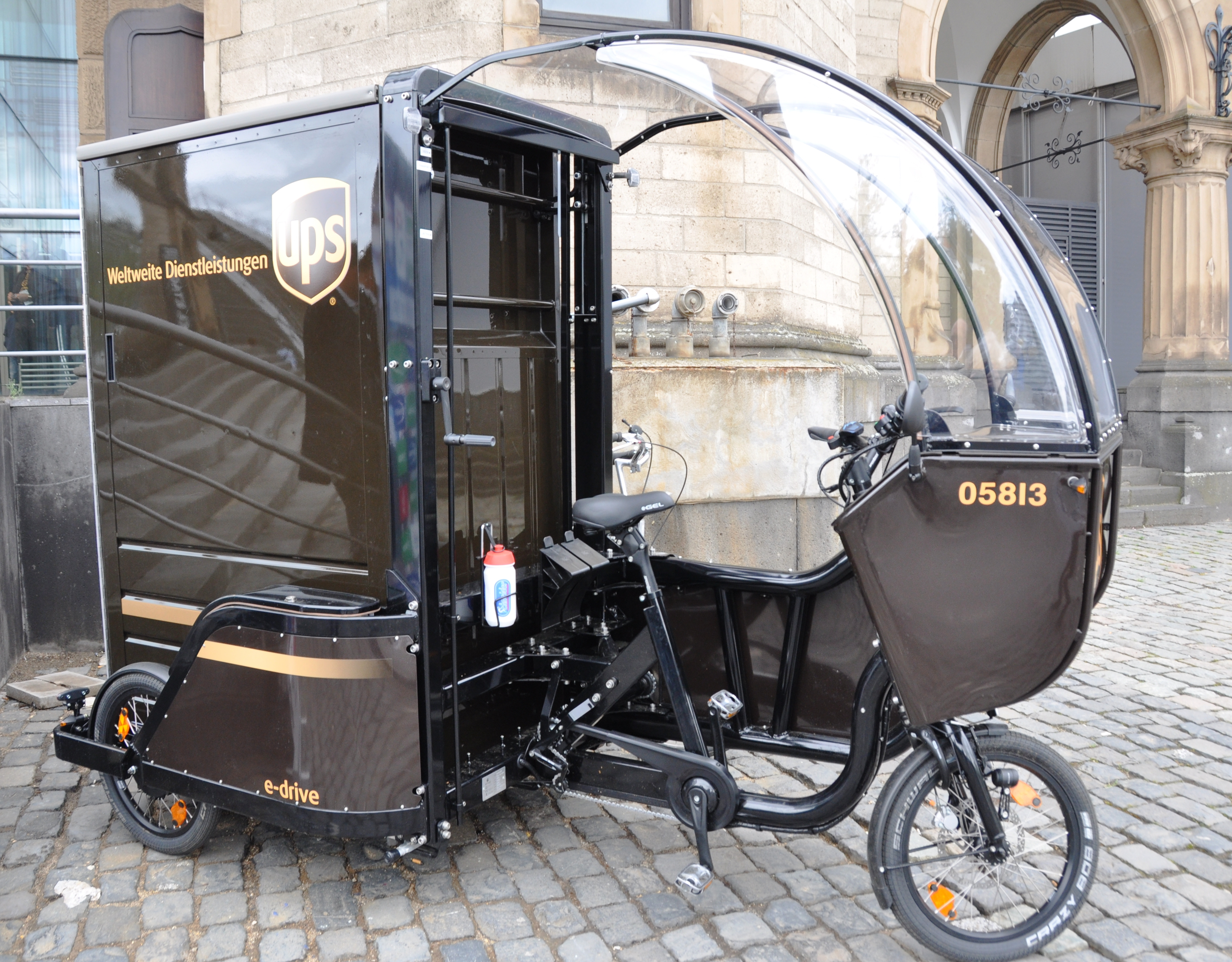
دراجة ثلاثية العجلات تعمل بالكهرباء تابعة لشركة يو بي إس في كولونيا، ألمانيا

### القطارات
تتعاقد الشركة مع العديد من شركات السكك الحديدية في الولايات المتحدة لتوفير النقل متعدد الوسائط لشحناتها.

### شركة طيران الشحن

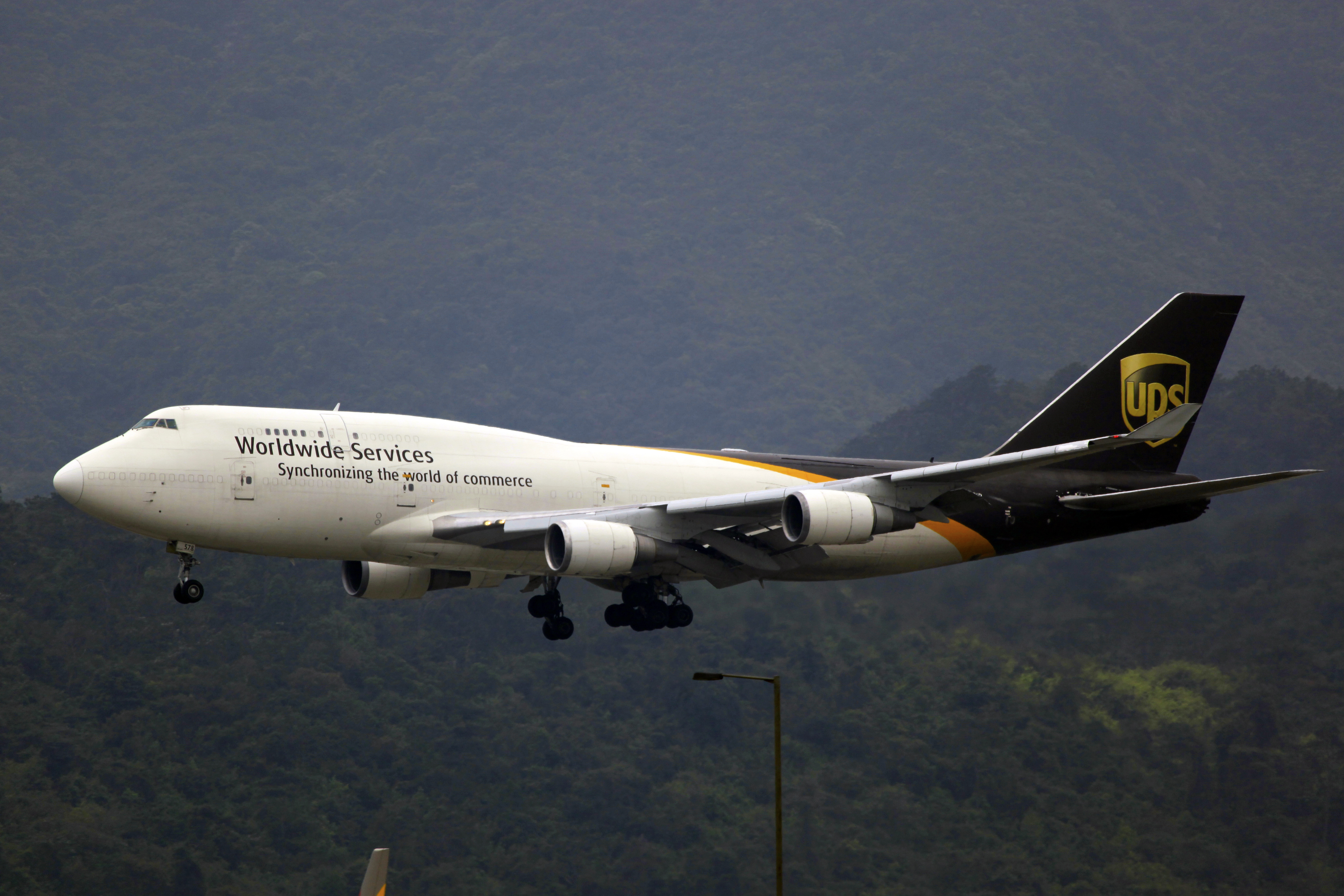
هبوط طائرة بوينج 747-400 بي سي إف تابعة لشركة يو بي إس في مطار هونغ كونغ الدولي في عام 2014

تمتلك شركة خدمة الطرود المتحدة رابع أكبر شركة طيران للشحن في جميع أنحاء العالم، تطير إلى أكثر من 800 وجهة حول العالم، أكثر من أي شركة طيران أو شحن أو طيران ركاب. تأسست شركة الطيران في عام 1988، ويقع المقر الرئيسي لها في لويزفيل، بكنتاكي موطن والدبورت ومحورها الجوي العالمي، مع محاور إضافية في الولايات المتحدة تقع في أونتاريو وكاليفورنيا ودالاس وتكساس وروكفورد وإلينوي وفيلادلفيا. خارج أمريكا الشمالية، يوجد مركز في كولونيا بألمانيا يخدم أوروبا، بالإضافة إلى مركز في آسيا. تدير شركة الطيران الخاصة بشركة خدمة الطرود المتحدة، منشأة في هونغ كونغ ومحوران في البر الرئيسى للصين.
يتكون أسطولها من أكثر من 260 طائرة، تنافس شركة الطيران مباشرة ضد فيديكس إكسبريس، مما يسهل عمليات الشحن الجوي من قبل الشركة في أكثر من 200 دولة ومنطقة حول العالم.

### شركة طيران الشحن بدون طيار
شركة رحلات يو بي إس إلى الأمام هي شركة تابعة لشركة خدمة الطرود المتحدة، أنشئت في يوليو عام 2019، ووافقت عليها إدارة الطيران الفيدرالية لشهادة النص 135 القياسي، وهي أول شركة تحصل على هذا النوع المحدد من الشهادات. تسمح شهادة معيار النص 135 من إدارة الطيران الفيدرالية للشركة بتشغيل عدد غير محدود من الطائرات بدون طيار من أي حجم مع السماح ان تتجاوز الحمولة 55 رطل، ووجود عدد غير محدود من المشغلين عن بعد في القيادة.

## علامة تجارية للشركة

### براون
يسمى اللون البني الذي تستخدمه شركة خدمة الطرود المتحدة في سيارتها وأزيائها باسم بولمان براون. أراد مؤسس الشركة جيمس إي كيسي في الأصل أن تطلى سيارات الشركة باللون الأصفر،
```
لكن تشارلي سودرستروم أحد الشركاء في الشركة، ذكر أن السيارة ذات اللون الأصفر سيكون من الصعب الحفاظ على نظافتها، وأننا يمكن أن نطليها باللون البني، لكي تشبه عربات السكك الحديدية بولمان.
```

خلال العقد الأول من القرن الحادي والعشرين، استخدمت الشركة مخطط ألوان من البني في شعار إعلاني «ماذا يمكن أن يفعل براون لك».

### فونت
استشارت شركة خدمة الطرود المتحدة علاماتها التجارية بتكليف من شركة فيوتشر براند لتطوير خطها الخاص الذي يعرف باسم يو بي إس سانس، لاستخدامه في مواد التسويق والاتصالات. أنشأت الشركة خط يو بي إس سانس من خلال تغيير طفيف في أجزاء معينة من خط إف إف داكس الخاص بشركة إف إس أي فونتشوب الدولية دون إذن. أدى ذلك إلى اتفاق بين إف إس أي فونتشوب الدولية وفيوتشر براند لتجنب الدعاوى القضائية.

## السجل البيئي
من عام 2013، أصبحت الشركة تمتلك أكثر من 104,900 مركبة تعمل في جميع أنحاء العالم، بما في ذلك ما يقرب من 7000 مركبة تعمل بالوقود البديل. في مايو عام 2008، قدمت الشركة طلبا لشراء 200 سيارة كهربائية هجينة بالإضافة إلى 50 سيارة كانت لديها في ذلك الوقت و 300 سيارة بالغاز الطبيعي المضغوط، وهي سيارات أكثر كفاءة في استهلاك الوقود بنسبة 20٪، وتضاف إلى 800 سيارة لديها بالفعل. أضافت الشركة 200 سيارة كهربائية هجينة إلى أسطولها في عام 2016.
حصلت الشركة على تصنيف متقدم يبلغ 80 نقطة من إجمالي 100 على بطاقة الأداء البيئي من قبل مجموعة الاهتمام بالمناخ، لجهودها في تقليل تأثير الشركة على البيئة. حصلت الشركة أيضا على جائزة التميز في الهواء النظيف من قبل وكالة حماية البيئة الأمريكية بسبب برنامج الوقود البديل الذي طورته.
في أكتوبر عام 2009، أصبحت الشركة أول شركة نقل صغيرة تقدم للعملاء فرصة شراء تعويضات الكربون لتحييد انبعاثات غازات الاحتباس الحراري الناتج عن نقل حزمهم. على الرغم من توفرها لتعويضات الكربون في البداية فقط على موقع يو بي إس دوت كوم ولشركات الشحن الكبيرة، إلا أنها متاحة الآن على نطاق واسع من خلال أنظمة شحن الشركة وأنظمة الشحن التابعة لجهات خارجية.

## الخلافات
في 26 مايو عام 2017، أمر قاضي فيدرالي بدفع ما يقرب من 247 مليون دولار كتعويضات وعقوبات لشحن كميات كبيرة من السجائر غير الخاضعة للضريبة بشكل غير قانوني في نيويورك.
انتقدت الشركة بسبب معاملتها وقوتها العاملة، بما في ذلك توفير الحماية غير الكافية والإجازات المرضية أثناء جائحة فيروس كورونا.
تعرضت الشركة أيضا لانتقادات دائمة بسبب الطرود التالفة أو المتأخرة أو التي أسيء التعامل معها.
هاجم نشطاء الشوارع الآمنة الشركة، بسبب خدمات توصيل الطرود الأخرى، ووقوف سياراتهم بشكل غير قانوني في ممرات الدراجات أثناء تسليمها،  وهي ممارسة تعرض راكبي الدراجات للخطر. رفعت دعوى قضائية ضدهم في نيويورك في عام 2015، وانتقدوا من وكالة النقل في واشنطن العاصمة في عام 2018.

## وصلات خارجية
- الموقع الرسمي لشركة يو بي إس
- الموقع الرسمي لشركة يو بي إس، المملكة العربية السعودية
- الموقع الرسمي لشركة يو بي إي في جمهورية مصر العربية
- الموقع الرسمي لشركة يو بي إي في الكويت
- بيانات الشركة على
  - جوجل فاينانس
  - ياهو فاينانس
  - إس إي سي
- ملف شركة يو بي إس على موقع ياهو

يوتيوب
- نبذة عن تاريخ شركة الشحن السريع يو بي إس
- كيف تقوم يو بي إس بتسليم الطرود؟
- شركة الطرود الأمريكية يو بي إس والمنافسة في ألمانيا| صنع في ألمانيا